# Matthias Grünewald

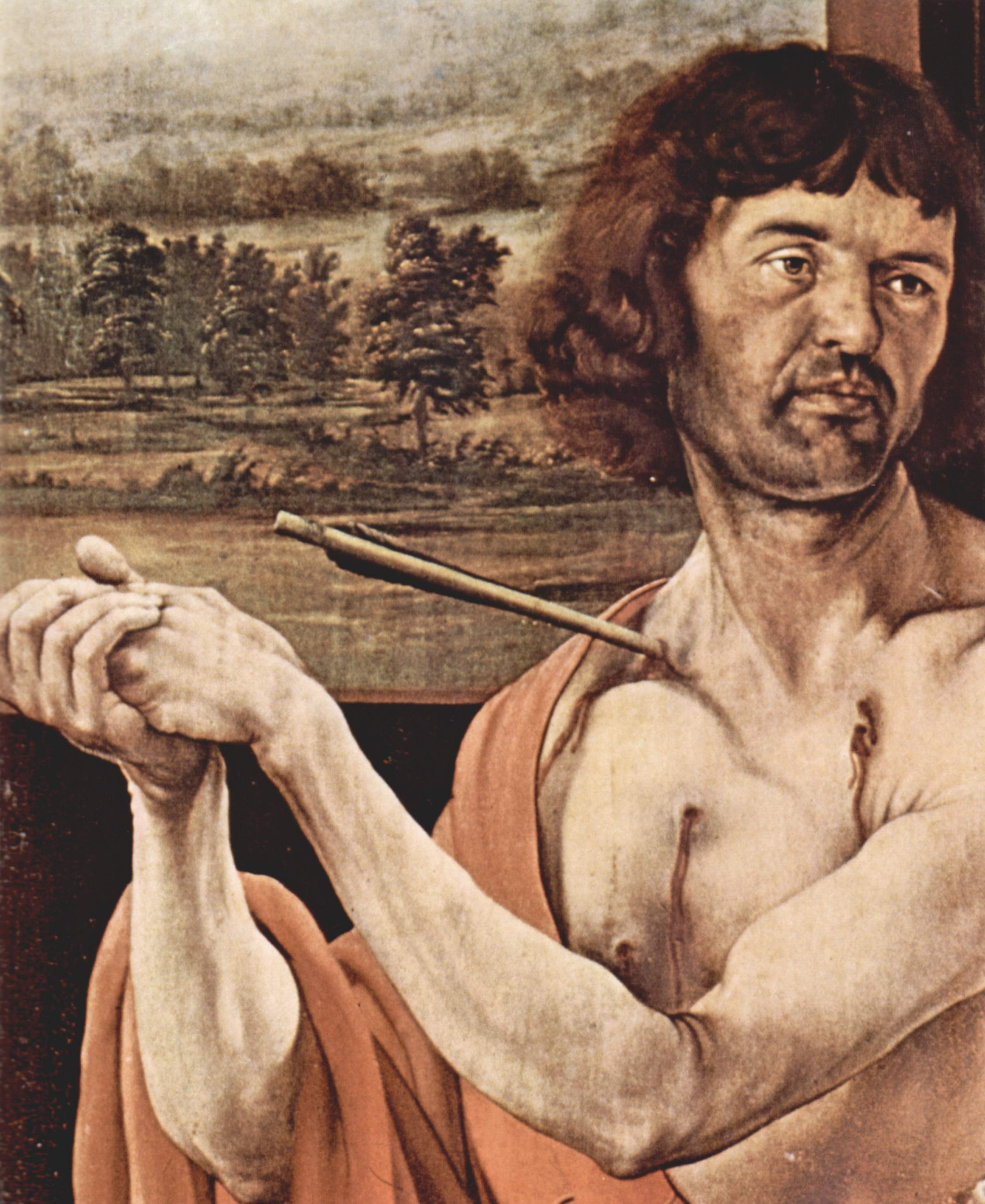
San Sebastiano (autoritratto?) Altare di Issenheim, particolare, Musée d'Unterlinden, Colmar

(H. A. Schmid, Die Gemälde und Zeichnungen von Matthias Grünewald, 1911)
Mathis Gothart Nithart, meglio noto come Matthias Grünewald (Würzburg, 1480 circa – Halle, 31 agosto 1528), è uno dei più importanti e originali pittori tedeschi, noto per la drammaticità visionaria con cui ha affrontato temi di carattere religioso.

## Biografia

### L'identità del pittore

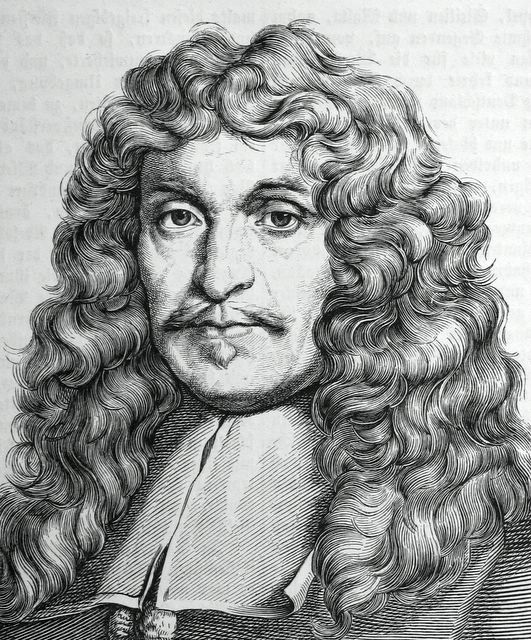
Joachim von Sandrart
Incisione da Zweihundert deutsche Männer, 1854

L'identita di «Matthias Grünewald» rimase a lungo incerta. Quel nome gli fu attribuito arbitrariamente dal pittore e storico dell'arte Joachim von Sandrart (1606–1688), «il Giorgio Vasari tedesco» che, dopo più di un secolo di oblìo pressoché totale del suo nome, se non della sua opera, lo riscoprì scrivendone nella sua monumentale Accademia tedesca degli antichi architetti, scultori e pittori, pubblicata nel 1675: «Matthaes Grünewald, altrimenti detto Matthaes di Aschaffenburg, non la cede a nessuno dei migliori spiriti degli antichi tedeschi nella nobile arte del disegno e della pittura. È però da deplorare che questo mirabile artista, insieme con la sua opera, sia caduto in tale dimenticanza che non sono riuscito a trovare uomo vivente che mi potesse dare un minimo scritto o una notizia orale sulla sua attività; ma voglio dedicare ogni cura possibile per far sì che la sua eccellenza sia riportata in luce; altrimenti, credo che la sua memoria svanirà del tutto in pochi anni».
Von Sandrart chiamò «Matthaes Grünewald» per la prima volta nel 1629, l'autore di un San Giovanni - ora perduto - da lui veduto a Castel Gandolfo, di proprietà di papa Urbano VIII e che allora veniva attribuito ad Albrecht Dürer. Nel 1637 gli attribuì delle xilografie, siglate M. G., che sono state successivamente attribuite a Mathis Gerüng e infine lo identificò nel 1675 con un «Meister Mathis», pittore attivo ad Aschaffenburg, in Baviera, negli anni ottanta del XV secolo, del quale però non si hanno più tracce a partire dal 1490. L'identificazione fu accolta in epoca moderna soltanto da Walter Zülch che lo unificò anche con il contemporaneo scultore «Meister Mathis», operoso dal 1500 al 1527 a Seligenstadt e ad Aschaffenburg: ma a Grünewald non si è mai potuto attribuire alcuna scultura; anche la parte scolpita dell'altare di Issenheim, il suo capolavoro, è certamente di mano di Nicolas de Haguenau e della sua bottega ed è datata al 1480 circa, quando il pittore era appena nato.
La prima citazione del pittore si rintraccia in un documento del 10 ottobre 1505, nel quale il canonico di Aschaffenburg, Heinrich Reitzmann, fa dipingere per sei denari a un allievo di «Meister Mathis» un epitaffio. Il capitolo del duomo di Magonza cita il pittore «Meister Mathis» il 13 giugno 1510, incaricandolo di occuparsi, in qualità di ingegnere, della fontana del castello di Bingen. In una lettera del 9 giugno 1511 viene definito «Meister Mathis, pittore e tagliapietre» nel castello di Aschaffenburg. A proposito di una sua richiesta di denaro, il 27 agosto 1516 è nominato «Mathis Gothart» e infine, dal suo testamento, perduto ma citato in altro documento, egli nomina erede il figlio adottivo Endres Niethart firmandosi «Mathis Niethart, pittore di Würzburg» mentre, il 1º settembre 1528, viene annunciata ai magistrati della città di Halle la morte del «maestro Mathes Gothard, pittore e idraulico».
Stabilito il suo vero nome - anche se ormai storicamente gli resterà per sempre quello di Grünewald - è rimasto indefinito se il suo cognome reale sia Gothart o Niethart. Dato per certo il luogo di nascita di Würzburg, difficile si presenta la determinazione della data della sua nascita, che fu fatta oscillare dal 1455 al 1480. Il più recente orientamento della critica è di avvicinare la sua nascita al 1480, tanto per ragioni di stile - una nascita verso la metà del Quattrocento comporterebbe uno stile accentuatamente tardo-gotico - quanto per compatibilità, per un artista di età avanzata, a intraprendere e a portare a compimento l'estenuante lavoro della pittura dell'altare di Issenheim, terminato nel 1516.

### La formazione artistica
L'incertezza sulla sua nascita e la mancanza di documenti rendono problematica anche la definizione della formazione artistica di Grünewald. Stabilita la fioritura della sua pittura a partire dal 1505, egli si colloca certamente nella generazione dei grandi maestri del primo Cinquecento tedesco, all'incirca coetaneo di Altdorfer, Cranach e Dürer operosi nella Germania meridionale.
Non si è in grado di riconoscere un suo maestro o un ispiratore: sono stati proposti Holbein il vecchio, Schongauer, Konrad Witz, lo stesso Dürer, Pacher, Memling, il Maestro della Passione di Darmstadt, persino Mantegna e lo si è anche identificato con il Maestro del Libro di casa. Nessuna proposta appare convincente, né riesce a spiegare «la singolarissima costituzione di questa pittura, che sembra il frutto irripetibile e incomunicabile di una quasi feroce coerenza che investe non solo lo stile, ma la personalità stessa del maestro. Si potrebbe forse vedere nell'arte di Grünewald il più alto compimento e insieme la traduzione visionaria e fantasmagorica del Rinascimento nordico»

## Le prime opere

### Il trittico di Lindenhardt (1503)

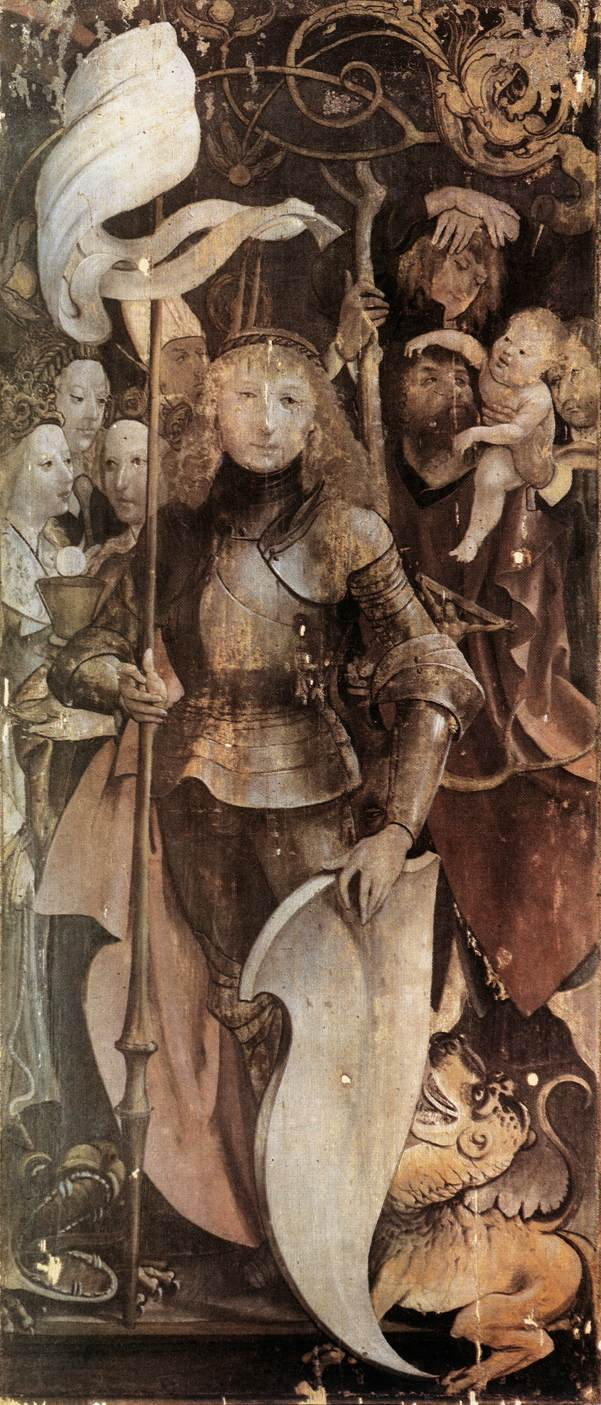
Otto santi protettori
ol/tv, 159 x 68,5 cm, Lindenhardt, 1503

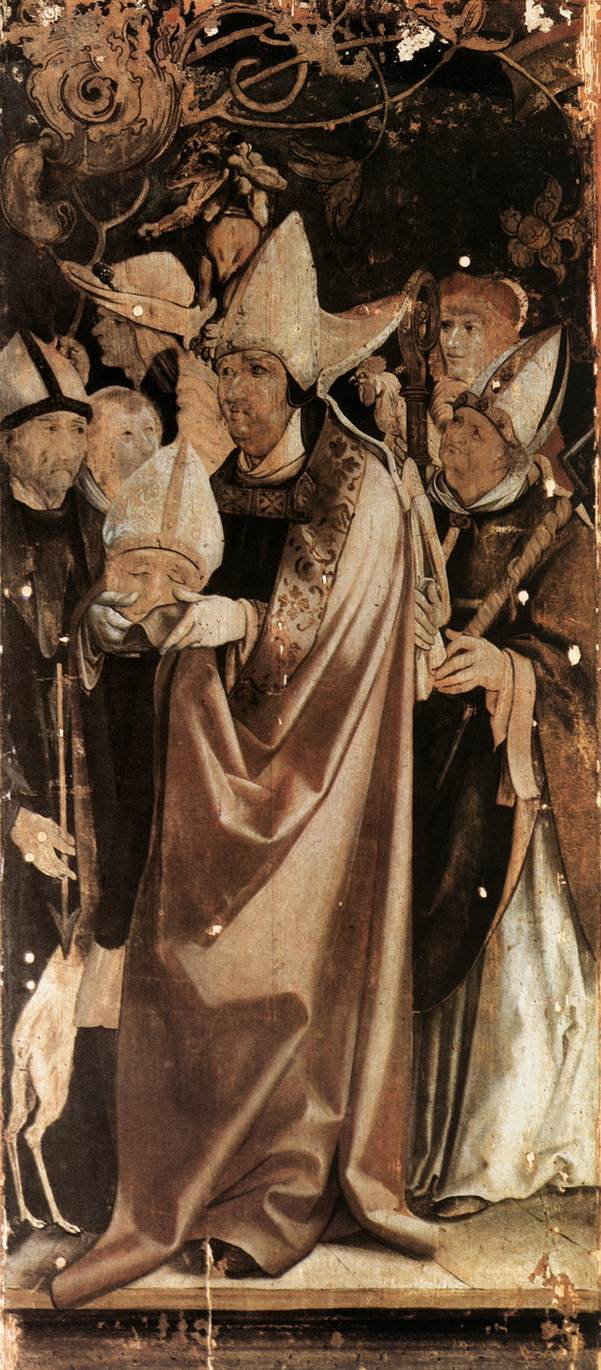
Sei santi protettori
ol/tv, 159 x 68,5 cm, Lindenhardt, 1503

Conservata in una collezione privata tedesca è una piccola tavola (49 x 86 cm) dipinta in entrambi i versi, in origine predella di un altare e già assegnata a Georg Pencz, gli è stata attribuita e datata al 1500 circa, e verrebbe così a costituire l'opera più antica che di lui conosciamo.
Sul recto è dipinta, con qualche ingenuità, una Ultima cena, mentre il verso della tavola è dipinto con le due figure delle sante Agnese e Dorotea.
Opera di maggiore impegno, attribuitagli con diverse riserve, a causa dell'assenza di ogni documentazione, è il trittico ligneo che fu dipinto per la chiesa di Bindlach, e che nel 1685 fu trasferito in quella del vicino paese di Lindenhardt, presso Bayreuth. La pala si compone di tre pannelli, dipinti esternamente, mentre internamente sono ornati di sculture attribuite ad Arnold Rücker, con il quale Grünewald avrebbe tenuto comune bottega a Seligenstadt,
Datato 1503, il trittico si compone di un pannello centrale con il Cristo con gli strumenti della passione, e di due laterali, il sinistro con Otto santi - al centro Giorgio con Margherita, Caterina, Barbara, Pantaleone, Cristoforo (nel quale si vuole riconoscere un autoritratto del pittore), Eustachio e un altro non identificato - e il pannello destro con Sei santi protettori, al centro Dionigi circondato da Egidio, Agazio, Ciriaco, Vito ed Erasmo.
Diversi critici ne negano l'autografia, altri la considerano copia di un dipinto perduto e vi è chi vi avverte l'influsso di Jacopo de' Barbari.

### LaCrocefissionedi Basilea

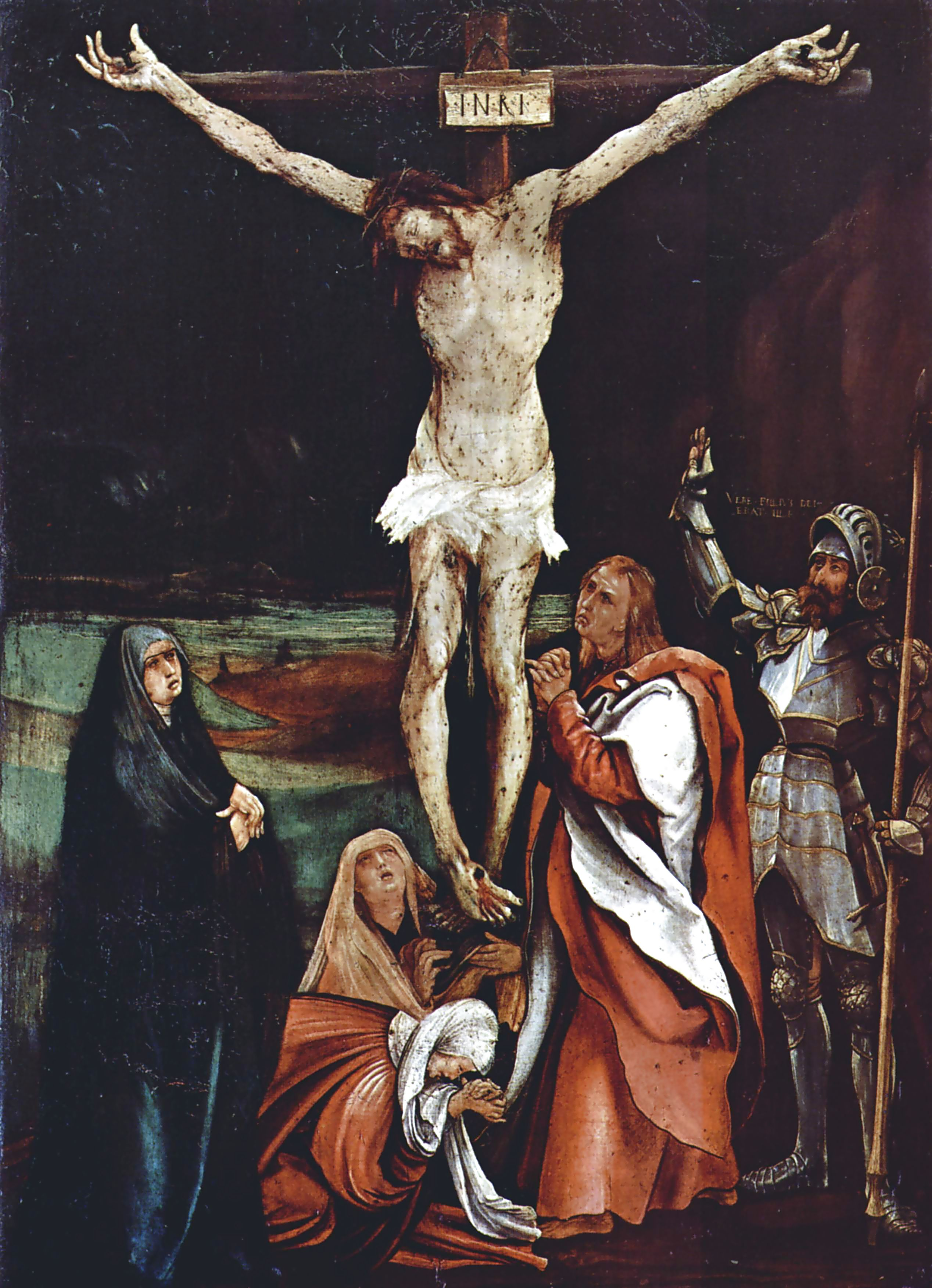
Crocefissione
ol/tv, 73 x 52 cm, Basilea, Kunstsamm., ca 1508

La datazione della Crocefissione conservata nella Öffentliche Kunstsammlung di Basilea varia dal 1500 al 1515. Fu forse eseguita per la Congregazione di Sant'Antonio, dalla quale probabilmente passò, con la Riforma, a pubblica proprietà. È possibile che la tavola facesse parte di un altare formato di più pannelli, come rivelerebbe il fatto che sia stata segata inferiormente e che tre fori, sul bordo laterale, dovrebbero essere le tracce dell'antica esistenza di una cerniera; sul verso della tavola si vede ancora il disegno a penna di decorazioni floreali.
In quella chiesa dovrebbe aver conosciuto una tavola, di eguale soggetto, dipinta dal Witz, secondo una formulazione austeramente arcaica. Potrebbe da questa aver ricavato la composizione asimmetrica, con la Vergine isolata a sinistra e chiusa nel suo mantello nero, mentre compatto è il gruppo delle due donne sotto la croce, del Giovanni Evangelista e del centurione Longino che, con il braccio alzato, attesta la divinità del Crocefisso, in accordo con la scritta, riportata sulla tavola e tratta dal vangelo di Matteo, «Vere filius Dei erat ille». Le figure si dispongono lungo una linea che corre obliquamente da destra a sinistra, dal Longino, serrato in una grigia e luminosa corazza medievale - che ricorda ancora la figura del Sabothai della tavola dello Speculum humanae salvationis del Witz - a Giovanni, il cui mantello è agitato da un'onda di lamine metallizzate, fino alle due Marie ai piedi della croce.
Lo sfondo è un paesaggio desolato, fatto di lontane colline e di strapiombi rocciosi, con colori varianti dal bruno al verde acido fosforescente, nel quale pure si distinguono appena figure di soldati, il Cristo in orazione nell'orto, la traccia confusa di una casa circolare, teste di angeli. Su tutti incombe la figura del Cristo, apparentemente molto più grande delle altre, dalle lunghissime braccia, una sorta di rami nati dal tronco del corpo che sembra della stessa sostanza della croce, che vanno a terminare nelle mani inchiodate dalle quali spuntano le tipiche dita rappresentate dall'artista, contratte e legnose come sterpi. Il corpo di Cristo è tutto minutamente crivellato di piccole ferite, le gambe sono fortemente arcuate, i piedi slogati e verdastri, trafitti da un unico chiodo.

### IlCristo deriso(ca 1505)

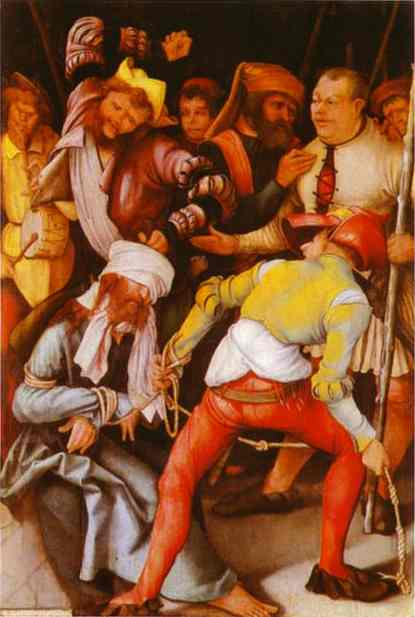
Cristo deriso
ol/tv, 109 x 73 cm, 1505, Alte Pin., Monaco

Della tavola del Cristo deriso esistono tre copie, una nel Historisches Museum di Hanau, un'altra nel Brukenhalschen Museum di Hermannstadt e una terza nel Museum der Stadt di Aschaffenburg, particolarmente importante perché una scritta sul dorso ha permesso di risalire al committente dell'opera, Johann von Cronberg, morto nel 1506, che l'avrebbe ordinata in memoria di una sorella deceduta nel 1503. Si ha così che la data di esecuzione della tavola deve inserirsi fra questi anni.
La tavola fu di proprietà della Collegiata di Aschaffenburg da dove passò nel 1613 al duca Guglielmo V di Baviera - un collezionista già proprietario di un'altra opera di Grünewald, la Crocefissione ora a Washington - e di qui a un convento di Monaco dal quale transitò all'Università per essere infine custodita nell'Alte Pinakothek.
Le fonti alle quali Grünewald avrebbe potuto far ricorso sono individuate soprattutto in Dürer e in Holbein il vecchio. Il carnefice in primo piano sarebbe ispirato dalle stampe düreriane del Martirio di santa Caterina e della Salita al Calvario, così come la figura del presunto capo dei carnefici, a destra, sarebbe stata tratta dalla stampa del Cuoco e la moglie, mentre altri ancora vi vedono riferimenti in altre xilografie, Il diavolo e la donna vanitosa - che per altro deriva a sua volta dal Cristo al limbo di Martin Schongauer - e il Martirio di san Sebastiano.

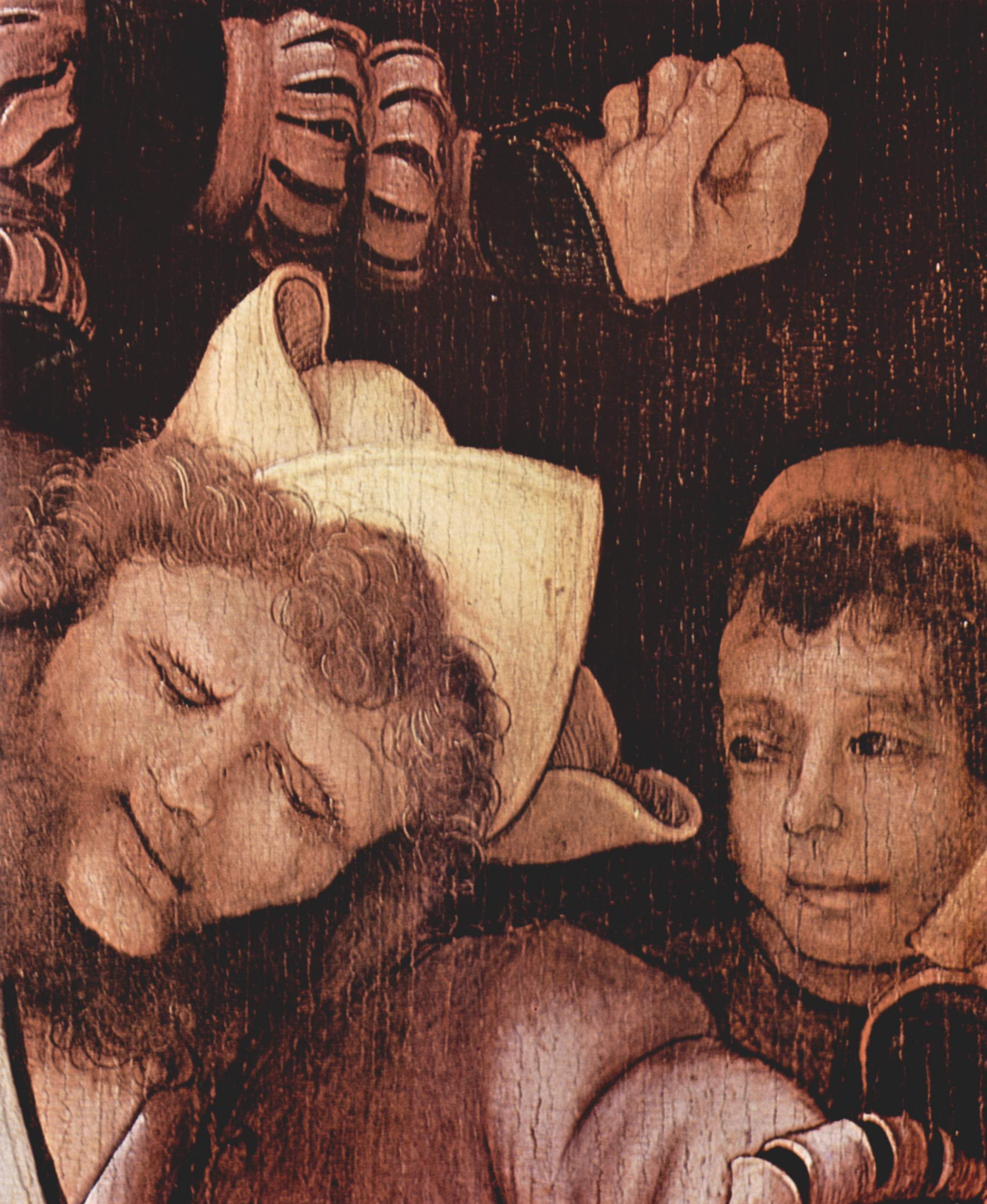
Particolare

Questa costante indicazione di opere di Dürer ha fatto ritenere che Grünewald lo abbia conosciuto personalmente a Norimberga almeno nel 1503. Otto Hagen invece, sostenitore della possibilità di un viaggio in Italia di Grünewald, trova motivi comuni nella predella delle Storie di san Nicola di Bari, un tempo nella chiesa fiorentina di Santa Croce, del Pesello.
Al di là di singoli riferimenti, il dipinto richiama piuttosto la Cattura di Cristo di Francoforte di Holbein, tanto per l'impostazione asimmetrica, che si discosta dalle tradizionali composizioni che pongono Cristo al centro della scena, quanto per l'uso di un colore trasparente e variato di tono e per la caratterizzazione ritrattistica dei personaggi che assistono alla flagellazione: ma si tratta di un'affinità di superficie: a Holbein manca la capacità di trasfigurare gli aspetti veristici in una suprema irrealtà. Qui il verismo dell'impianto disegnativo è solo apparentemente turbato dalle deformazioni espressionistiche: la cruda violenza dei gesti viene anzi esaltata delle caratterizzazoni grottesche del volto dei flagellatori, dalla distorsione del braccio destro dell'aguzzino alle spalle del Cristo e dall'«impossibile» gamba sinistra, rappresentata di profilo, dello sgherro in primo piano: questi, il vero centro del dipinto, curvo nello sforzo di tirare la corda con un braccio e di sferrare la frustata con l'altro, accentua la dinamica della rotazione della scena in un autentico moto turbinoso, in cui si sostanzia lo spietato realismo dell'immagine.
Il colore vivido e impregnato della luce che proviene dal basso, la trasparenza delle ombre, lo spazio non determinato da nessuna costruzione prospettica, trasfigurano i dati realistici in visione: in questa intima fusione si realizza l'alta poesia della pittura di Grünewald.

### La piccola crocifissione (ca 1510)

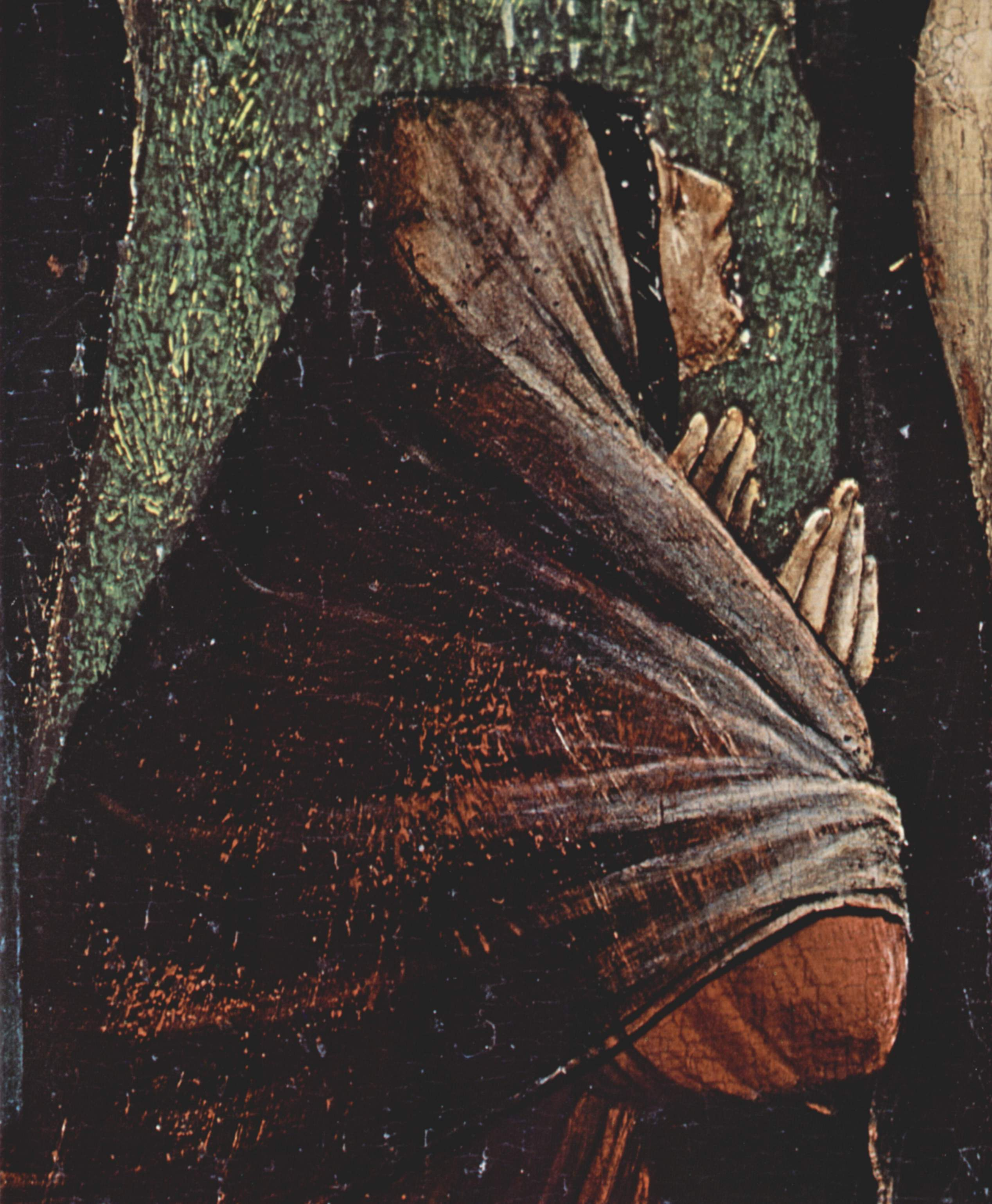
Particolare della Maddalena

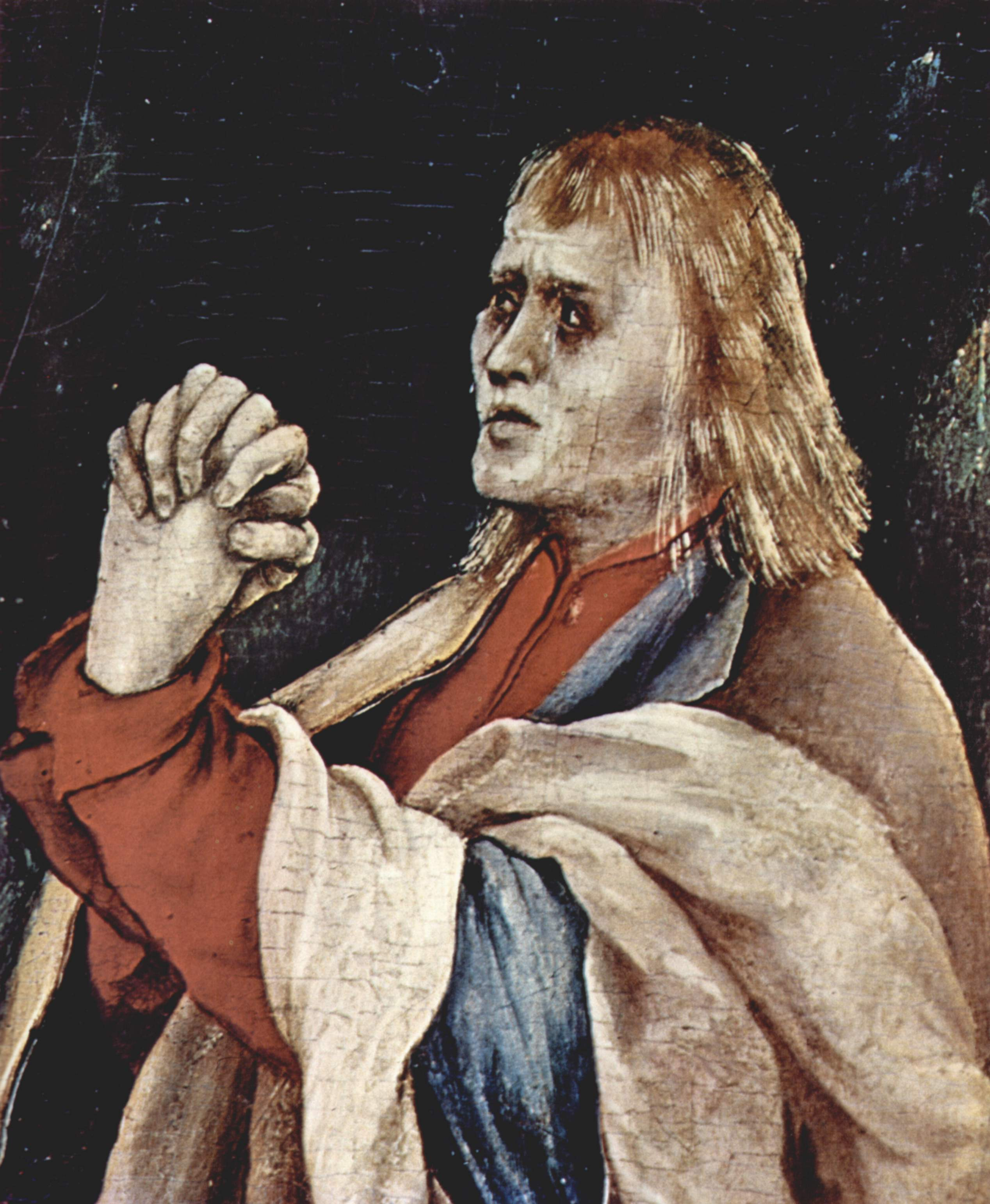
Particolare del San Giovanni

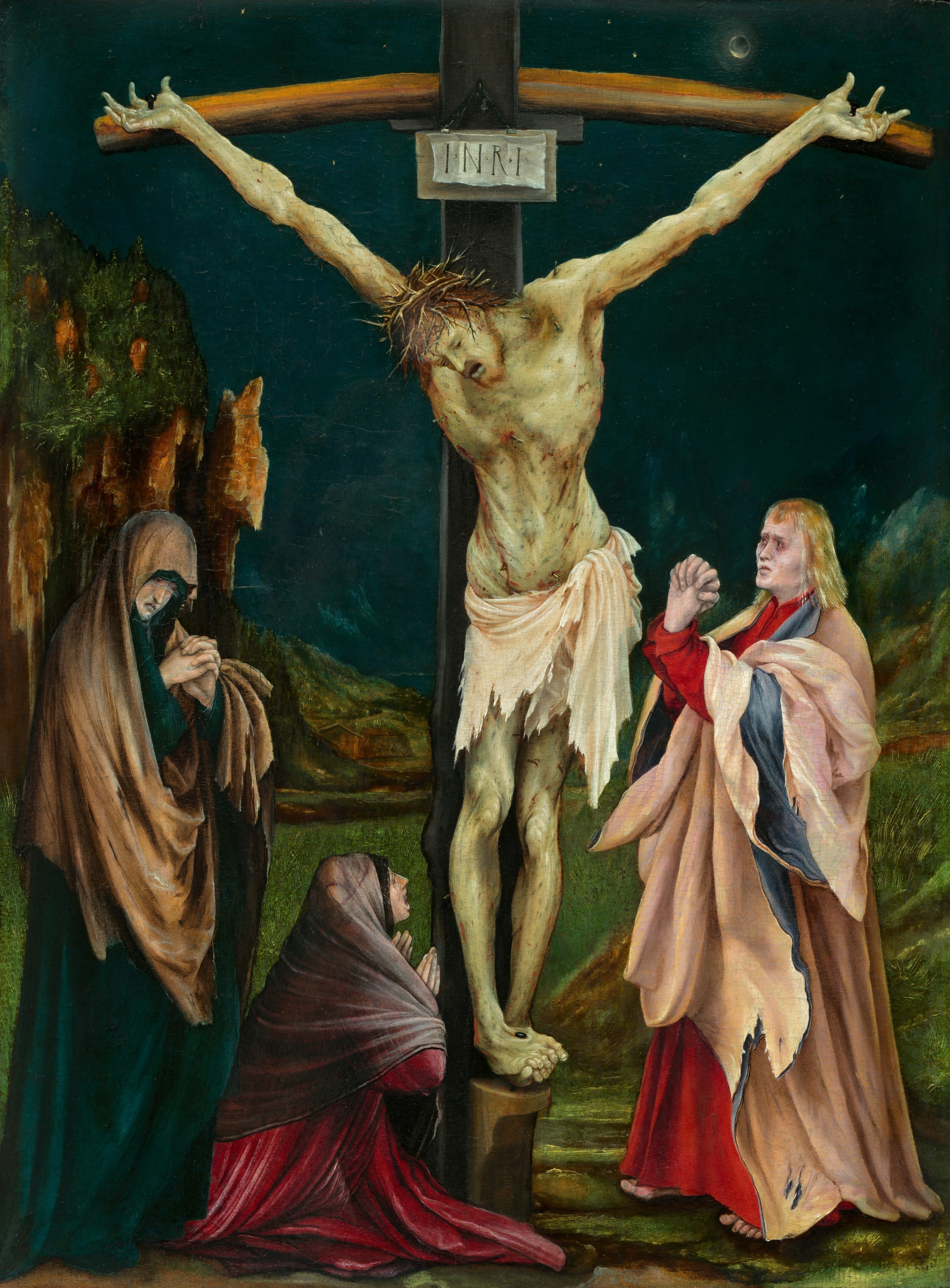
La piccola crocifissione
ol/tv, 61 x 46 cm, ca 1510, N. Gallery, Washington

La Crocefissione attualmente nella National Gallery di Washington, fu acquistata dal duca Guglielmo V di Baviera, probabilmente dal canonico di Aschaffenburg Heinrich Reitzmann, e fu ereditata dal figlio, il granduca Massimiliano I, presso il quale, dopo l'oblìo del nome e delle opere dell'artista, il Sandrart la riconobbe come opera di Grünewald. Un'incisione, fatta nel 1605, la rese nota ad altri artisti, che ne fecero diverse copie. Nel 1922 la tavola riapparve in una collezione privata tedesca e di qui nei Paesi Bassi, fino all'acquisto fatto nel 1953 dalla Samuel H. Kress Foundation di New York, che la donò al Museo statunitense nel 1961.
La datazione della tavola varia, se si considerano le diverse proposte dei critici, dal 1502 al 1520, ma è per lo più considerata opera relativamente giovanile. La proposta di datarla intorno al 1502 o poco dopo, è fondata sulla rappresentazione dell'eclisse solare, che viene fatta corrispondere all'eclisse realmente osservata in Europa il 1º ottobre di quell'anno. D'altra parte, una datazione così precoce non persuade, poiché porterebbe a considerare questa Crocefissione la prima opera nota dell'artista, precedente in particolare la Crocefissione di Basilea, rispetto alla quale, invece, essa mostra un incremento di drammaticità, in linea con lo sviluppo della sua ispirazione.
La maggiore tensione drammatica si nota «nei panni lacerati, nella tensione spasmodica del Cristo dal petto dilatato; i piedi non posano sul suppedaneo, i bracci della croce rozzamente sgrossata si piegano; per la prima volta compare il motivo del corpo teso come una freccia sulla balestra. La Maddalena apre la bocca a un urlo: si direbbe che Cristo, accasciato ma ancora in vita, si chini a parlarle. Sopra il paesaggio ben leggibile, il cielo notturno [...] Bréhant considera il dipinto come una raffigurazione documentaria dello stipes crucis, e cioè del tronco verticale infisso nel terreno, sul quale veniva di volta in volta innestata la sbarra trasversale, o patibulum».

### I monocromi dell'altare Heller (1510)

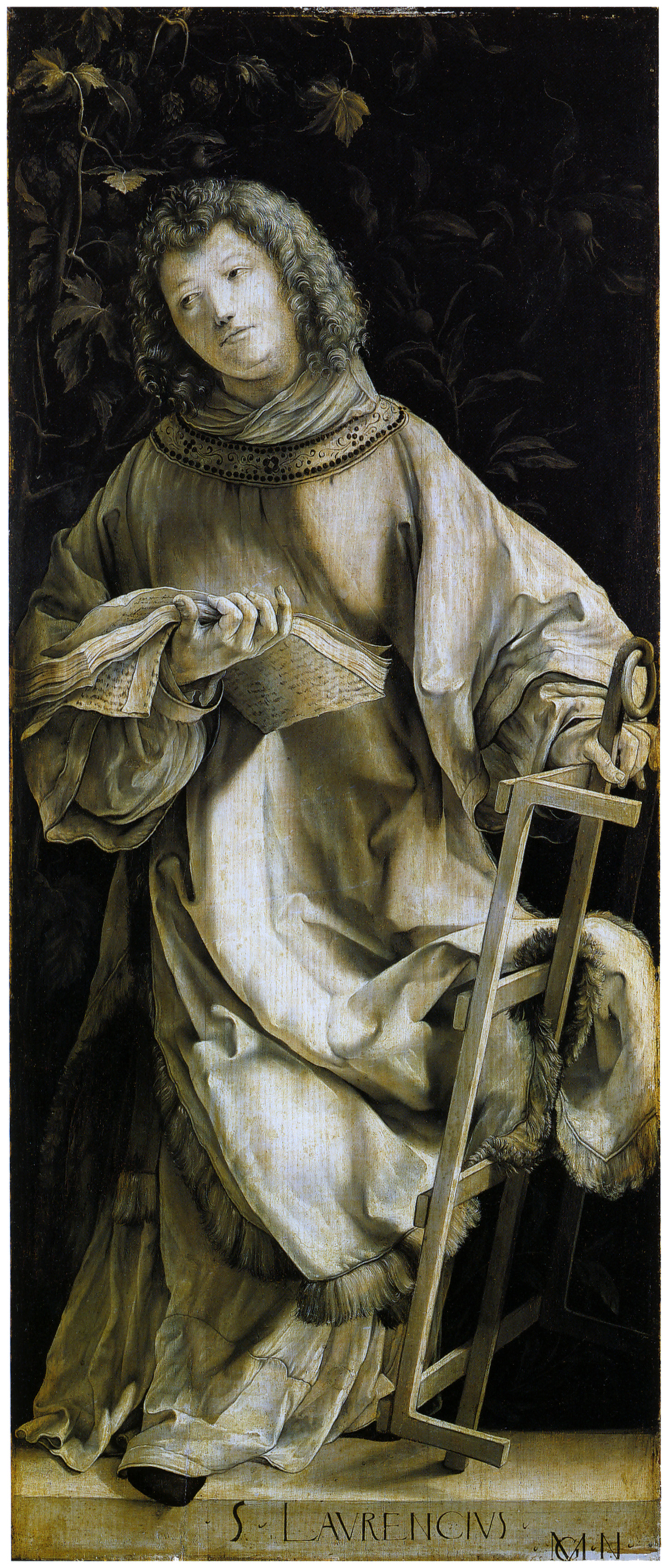
San Lorenzo

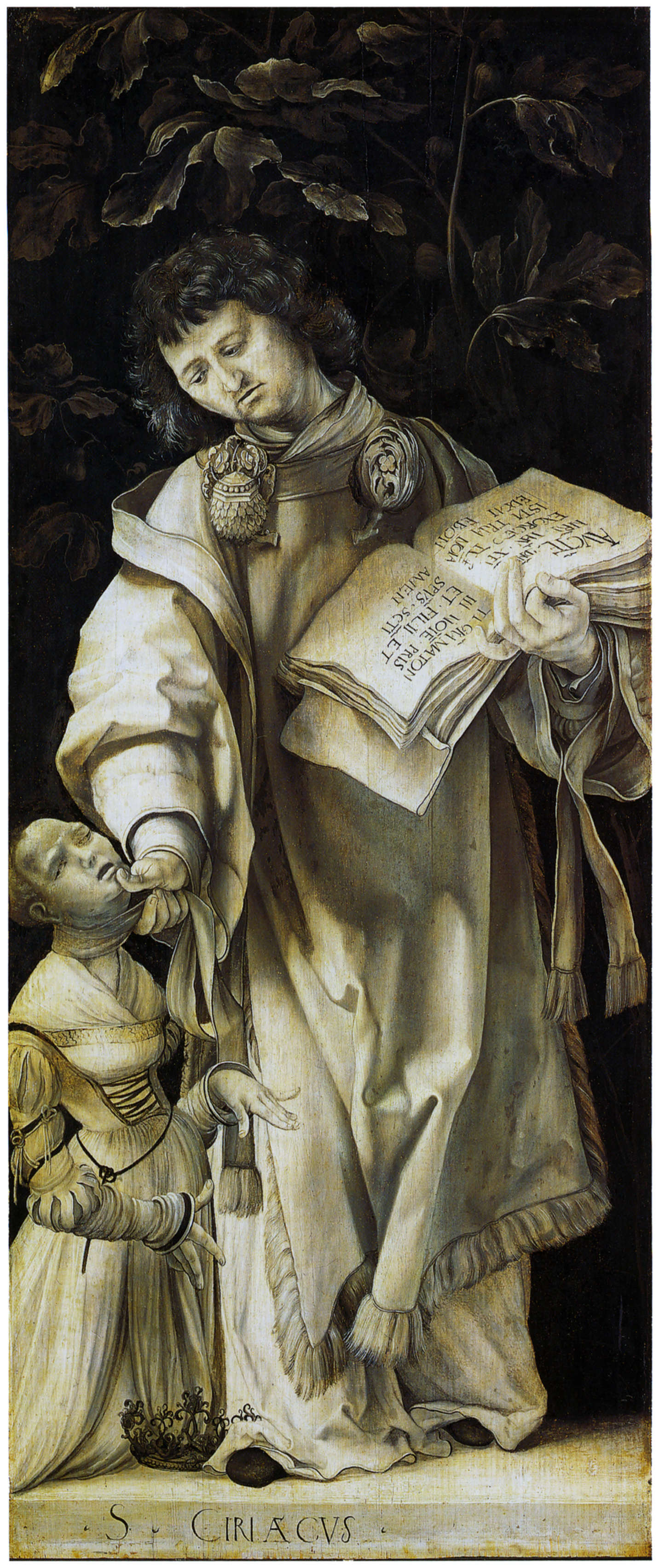
San Ciriaco

Nel 1509 il commerciante Jakob Heller commissionò a Grünewald la decorazione a monocromo di due sportelli di un altare della chiesa di san Domenico di Francoforte, che presentava al suo centro una tavola di Dürer andata perduta. La notizia è data dal Sandrart: «Mathes di Shaffenburg dipinse a monocromo, in bianco e nero, questi quadri: su uno san Lorenzo sulla graticola, sull'altro una santa Elisabetta, sul terzo un santo Stefano [in realtà, san Ciriaco] e sul quarto un'altra figura [santa Lucia]». Ogni sportello comprendeva due pannelli figurati: gli sportelli furono staccati dall'altare nel Settecento e nel 1804 furono smembrati anche i pannelli, ora conservati a coppie nelle due collezioni pubbliche di Francoforte e di Karlsruhe.
Il san Lorenzo e il san Ciriaco sono conservati nel Städelsches Kunstinstitut di Francoforte. Il san Lorenzo è firmato MGN, interpretato Mathis Gothart Nithart, ma la firma non è di mano di Grünewald. Il retro del pannello reca tracce di una colonna avvolta dall'edera, identificata come riferimento alle colonne del tempio di Gerusalemme.
Sopra la figura, dipinta come le altre in monocromo grigio, appare una pianta di luppolo. Notevoli pezzi di bravura sono il disegno del libro e l'ampio e soffice panneggio, ricco di pieghe, della veste che s'impiglia nella graticola - lo strumento del martirio del santo - che sembra voler richiamare i panneggi dei Quattro Apostoli di Dürer a Monaco.

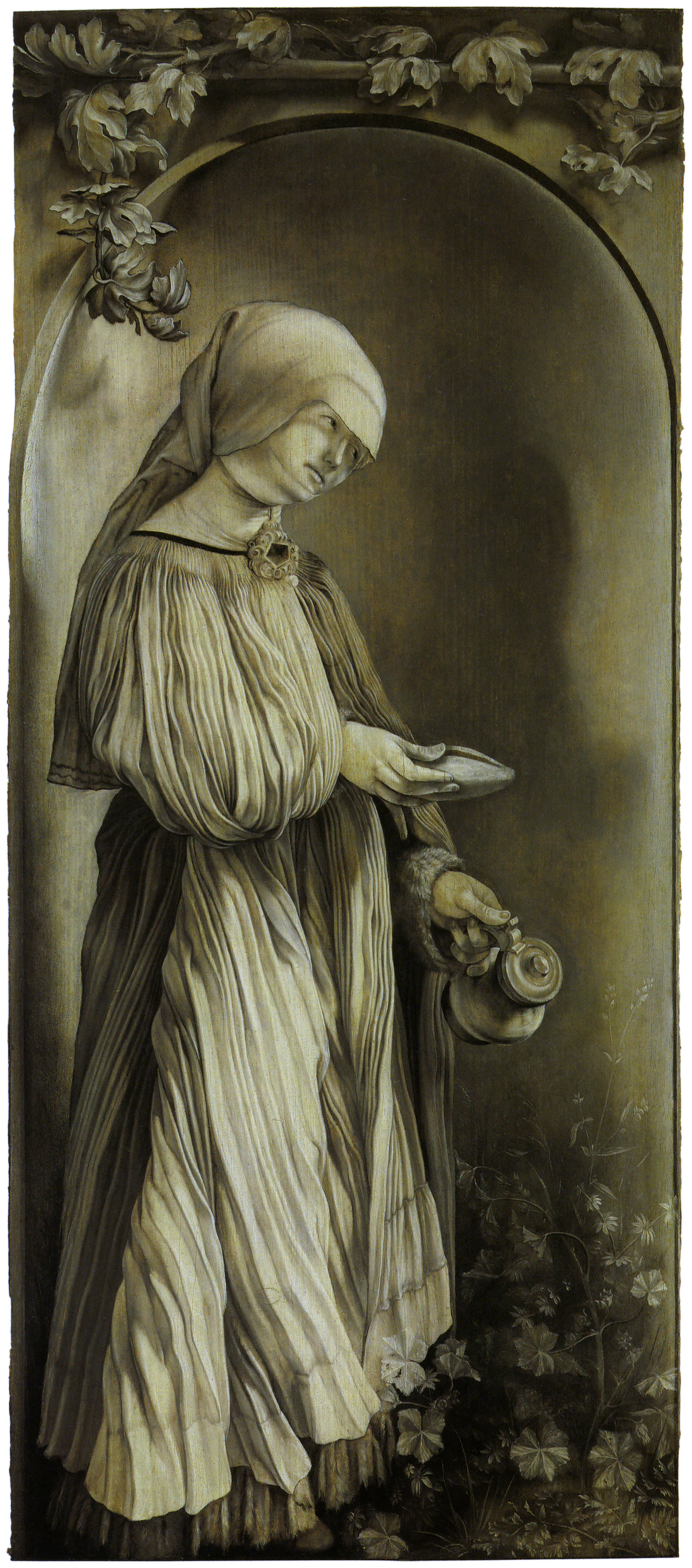
Santa Elisabetta

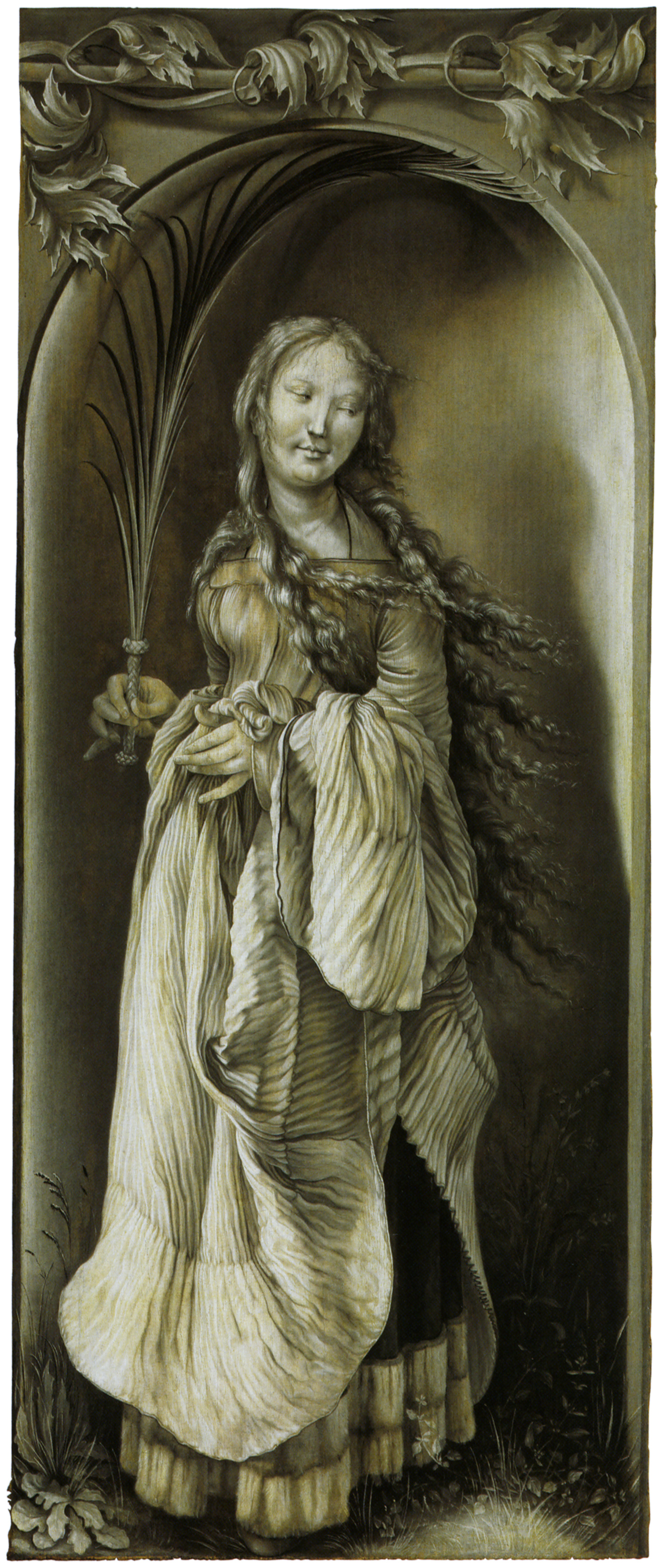
Santa Lucia

Il san Ciriaco, che viene rappresentato mentre esorcizza, ai suoi piedi, la principessa Artemia, figlia di Diocleziano, regge nella mano un libro che reca la formula dell'esorcismo, leggibile nel dipinto: AVCTORITATE DOMINI NOSTRI IHSVXPHISTI EXORCIZO TE PER ISTA TRIA NOMINA EDXAI EN ONOMATI GRAMMATON IN NOMINE PATRIS ET FILII ET SPIRITVS SANCTI AMEN. Legato il collo della ragazza con la stola, le tiene aperta la bocca con il pollice in modo che il demonio possa fuoruscire.
Sopra la figura appaiono foglie di fico; sul petto porta due preziosi contenitori, probabilmente di olii, di profumi o comunque di sostanze che scongiurino i demoni.
La santa Elisabetta è rappresentata entro una nicchia, sopra la quale corre un ramo di fico; ai suoi piedi si riconosce una varietà di erbe, fra le quali la malva.
Non vi è certezza che il quarto pannello rappresenti effettivamente santa Lucia: sono stati proposti anche i nomi di sant'Antonia, santa Dorotea e santa Caterina. Un tralcio di vite si inanella sopra la nicchia, mentre ai piedi della santa si sono riconosciute piante di celidonia e di pilosella.
L'altare doveva contenere anche una tavola - della quale però non vi è traccia nel catalogo di Grünewald - della Trasfigurazione, secondo la testimonianza del Sandrart: «pregevole è la raffigurazione a colori all'acqua della Trasfigurazione di Cristo sul monte Tabor, e specialmente una meravigliosa nuvola nella quale appaiono Mosè ed Elia, e con quelli gli apostoli inginocchiati a terra; di invenzione, colorito e ornamenti così stupendamente raffigurati che niente la può superare, incomparabile com'è in maniera e peculiarità».

## La maturità

### L'altare di Issenheim (1512-1516)
Dalla documentazione pervenuta sul pittore, risulta che egli lavorasse per il Capitolo del duomo di Magonza, che lo inviò il 13 giugno 1510 a Bingen, per occuparsi, come ingegnere, della fontana del locale castello. L'anno dopo è documentato ad Aschaffenburg come pittore nella corte dell'elettore e arcivescovo di Magonza Uriel von Gemmingen, occupandosi anche di lavori di ingegneria.
Nel 1512 ricevette dal siciliano Guido Guersi, priore del ricco monastero di Sant'Antonio a Issenheim (così in francese; in tedesco, Isenheim), Alsazia, nel quale si praticava anche assistenza ospedaliera, l'incarico di eseguire quello che sarà il suo capolavoro e lo terrà impegnato per almeno quattro anni: l'altare della chiesa della prioria - conservato dal 1832 nel Musée d'Unterlinden di Colmar - un grandioso e complesso organismo di pittura, scultura e architettura, fatto di ante apribili che potessero far assumere tre diverse configurazioni all'altare, che misura circa sei metri in larghezza e oltre tre in altezza. È costituito di quattro grandi ante mobili, dipinte su entrambe le facce, di due sportelli fissi e di una predella, dipinti su di un'unica faccia.
La prima faccia assunta dall'altare a sportelli chiusi è costituita, da sinistra a destra, dal San Sebastiano, dalla Crocefissione e dal Sant'Antonio, mentre nella predella è rappresentato il Compianto sul Cristo morto. La seconda faccia, ottenuta aprendo i primi sportelli, presenta la Annunciazione, la Allegoria della Natività e la Resurrezione. La terza faccia, che appare dopo aver aperto successivi sportelli, presenta al centro le statue lignee di Sant'Antonio abate, di sant'Agostino e di san Girolamo, mentre nella predella in basso mostra le sculture con il Cristo fra gli apostoli, eseguite da Niklaus Hagenauer di Strasburgo e da Desiderius Beychel nei primi anni del secolo, fiancheggiate da due pannelli dipinti da Grünewald, raffiguranti i Santi eremiti Antonio e Paolo e le Tentazioni di sant'Antonio.

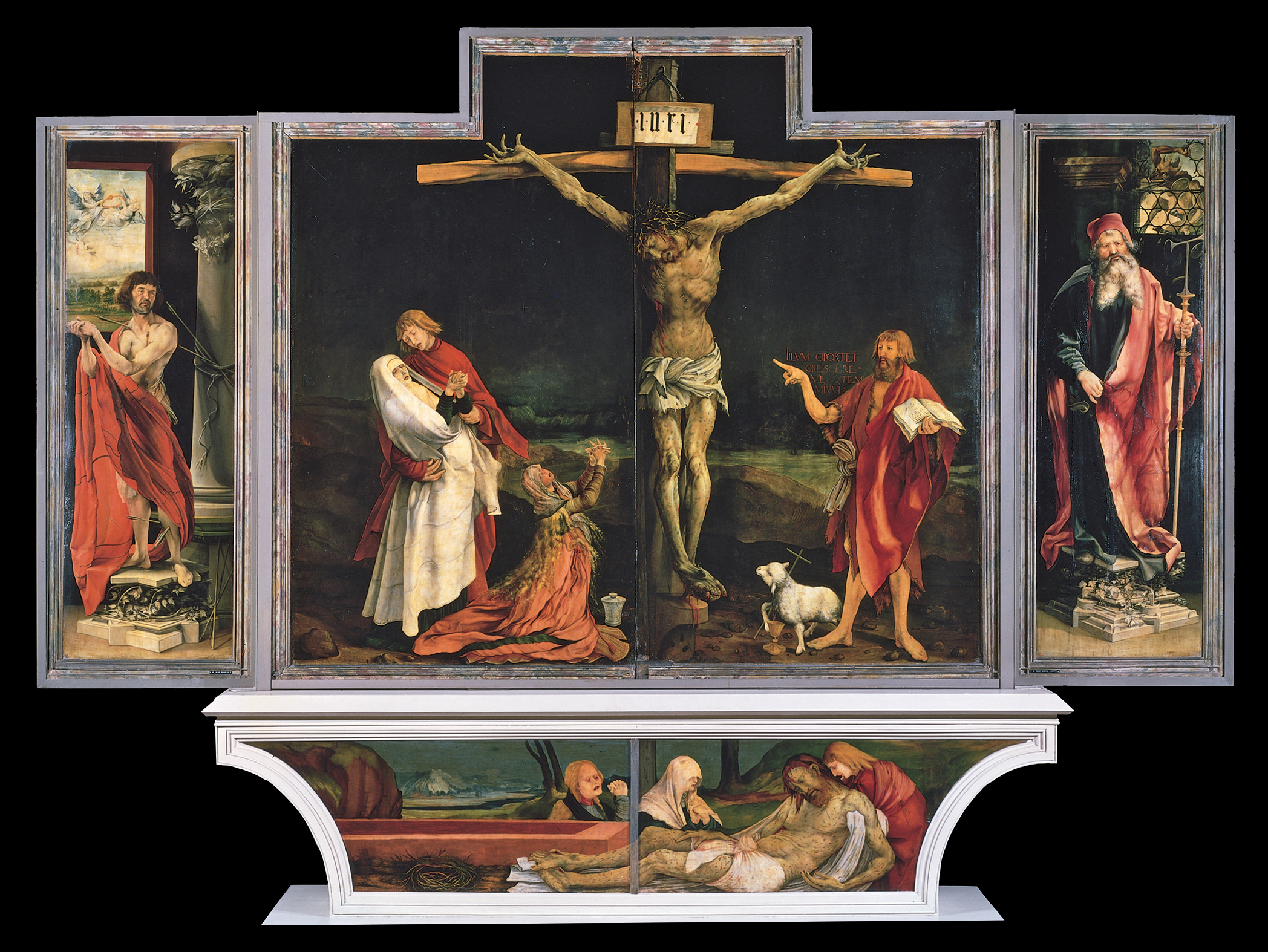
Altare di Issenheim, prima faccia

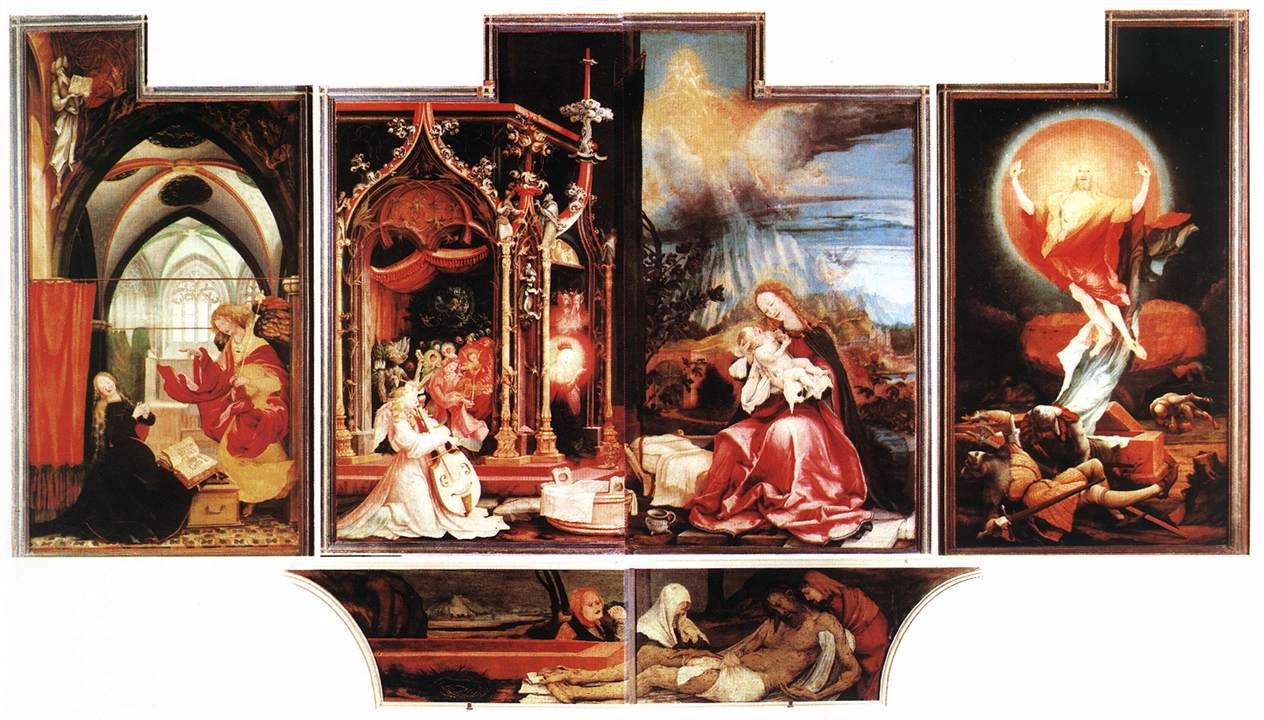
Altare di Issenheim, seconda faccia

Nel convento-ospedale il grande complesso pittorico aveva una funzione terapeutica e consolatoria insieme, accompagnando i malati nella speranza della guarigione e nella fede della salvezza.

#### San Sebastiano,sant'Antonioe ilCompianto
Il pannello del San Sebastiano fu scambiato negli ultimi anni sessanta con quello del Sant'Antonio, in modo da figurare a sinistra rispetto all'osservatore (e dunque a destra rispetto alla Crocefissione) per ragioni di stile compositivo quanto per riferimenti biblici. Questi ultimi consistono nel versetto (1 Re, VII, 21): «Eresse le colonne nel vestibolo del tempio. Eresse la colonna di destra, che chiamò Jachin ed eresse la colonna di sinistra, che chiamò Boaz». Così, per motivi simbolici, la colonna di Jachin, la «luminosa colonna della vita» rappresentata nel pannello di San Sebastiano, deve stare a destra, mentre la colonna di Boaz, il «pilastro d'ombra della morte» dipinto nel pannello con il Sant'Antonio, deve stare a sinistra della Crocefissione.

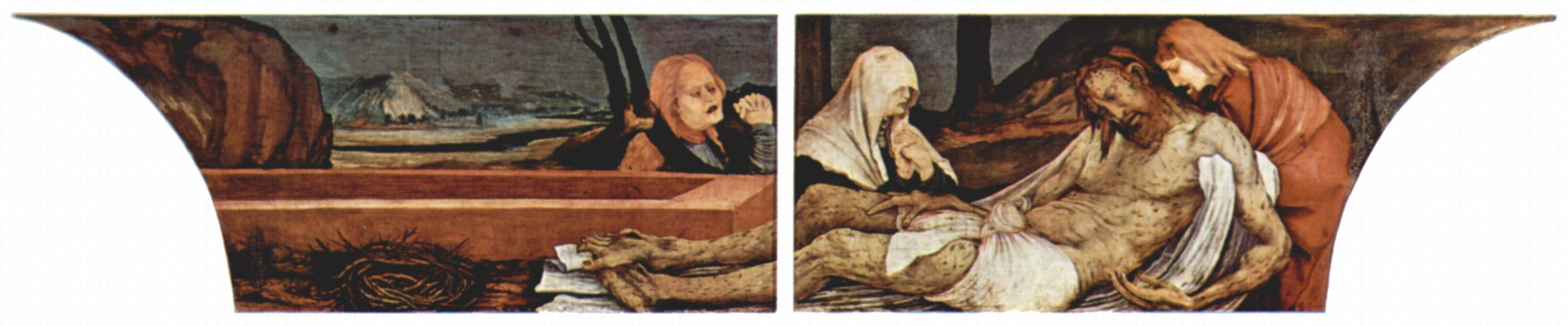
Compianto
ol/tv, 67 x 341 cm, Musée d'Unterlinden, Colmar, 1512 - 1516

Ma vi sono anche, se non soprattutto, ragioni di stile: pilastro e colonna si trovano ora alla stessa distanza dalla croce e gli sfondi presenti nei pannelli si trovano, più ragionevolmente, all'estremità dell'altare.
Il San Sebastiano - il santo che protegge i malati di peste - è visto unanimemente come la massima concessione fatta da Grünewald ai modelli dell'arte italiana: si è pensato che Grünewald lo abbia tratto da una figura del Trionfo di Cesare del Mantegna, di cui il canonico dell'abbazia di Aschaffenburg avrebbe posseduto una stampa mentre, con minore credibilità, gli angeli sarebbero un riferimento agli amorini della Galatea di Raffaello. Si è pensato, infine, alla possibilità che esso rappresenti un autoritratto, ma niente può provarlo.
Del Sant'Antonio - protettore dei malati di fuoco di sant'Antonio - è da notare la finestra e il diavolo femminile, mentre è da notare, della predella con il Compianto, che la composizione si sbilancia a destra per compensare il minor numero di fugure presenti superiormente nella Crocefissione, rispetto a quelle dipinte a sinistra.

#### LaCrocifissione

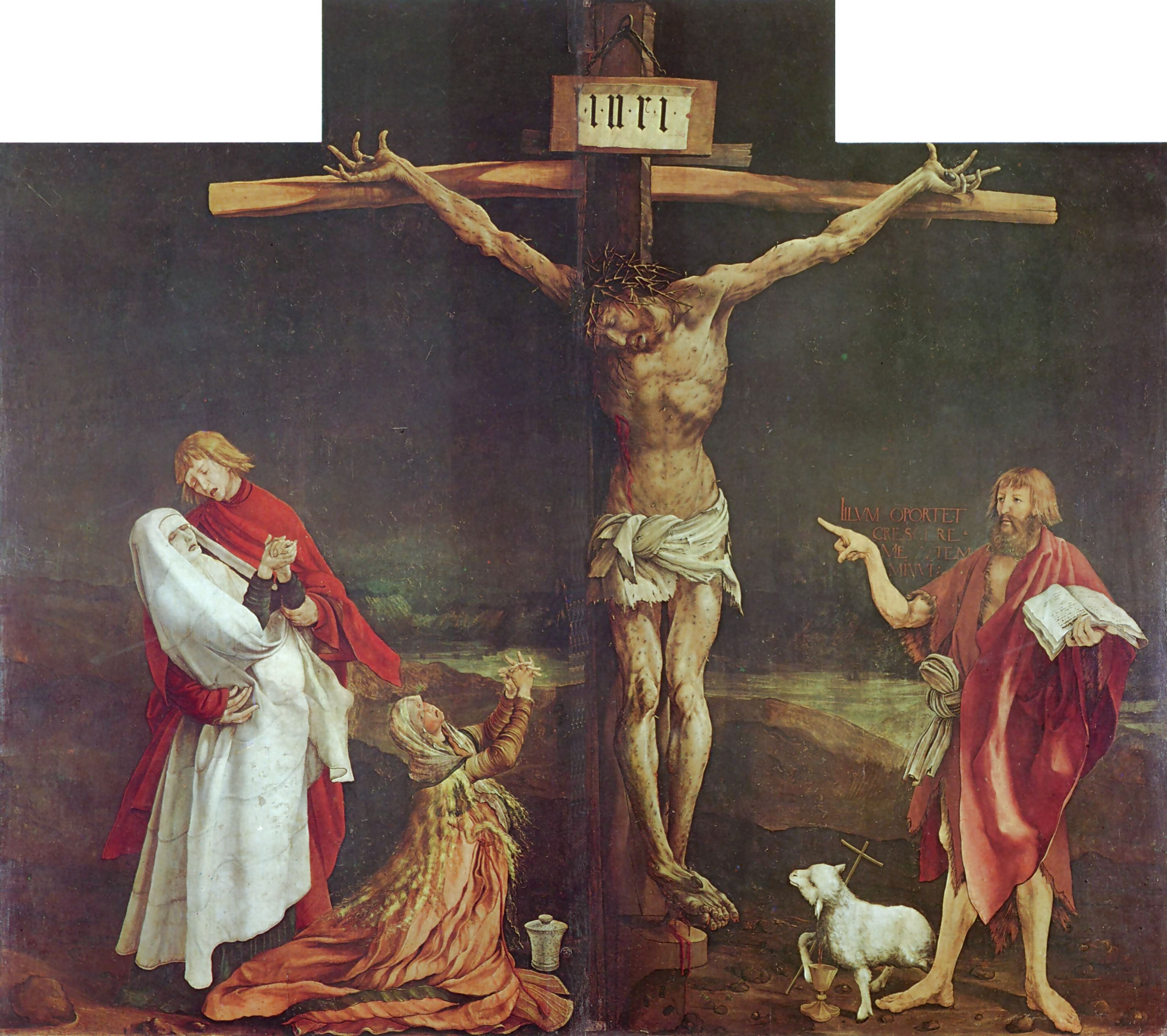
Crocifissione
ol/tv, 269 x 307 cm, Musée d'Unterlinden, Colmar, 1512-1516

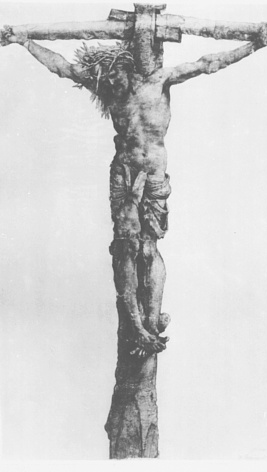
Studio di Crocefissione

«La più straziante Crocifissione che la storia della pittura ricordi», formata da due pannelli congiunti di eguale dimensione, ha la particolarità di mostrare il lato superiore del tronco centrale della croce guardando da destra e il lato inferiore guardando da sinistra: il tronco è dunque ritorto, come per accompagnare l'impressione dell'ultimo spasimo del corpo di Cristo, trafitto da una miriade di ferite e reso verdastro dalla morte. Questi è molto più grande delle altre figure, il piede sinistro si torce come le dita delle mani. Il libro di Giovanni Battista è aperto sul versetto del vangelo di Giovanni (III, 30): «Bisogna che egli cresca e io diminuisca», mentre l'agnello sanguina e il suo sangue si raccoglie nel calice, alludendo al rito della messa. Le Rivelazioni di santa Brigida, un testo mistico che fu tradotto in tedesco dal latino nel 1502, sembra aver fatto da riferimento ad alcuni particolari della concezione pittorica della Crocifissione: «Tu sei l'agnello che Giovanni ha mostrato col dito», vi si legge, e «I suoi piedi si erano girati intorno ai chiodi come sui cardini di una porta, voltandosi dall'altra parte».
Tanto la figura del Battista è composta e ieratica, come a sottolineare la verità storica e perciò la necessità dell'evento, quanto le altre tre minute figure sono rappresentate nello strazio. Tutte si piegano in un semiarco, come in un processo di smaterializzazione: la Madonna dalla veste inconsuetamente bianca, come bianco è il volto, a mostrare il suo svenimento, e sorretta dall'evangelista, nel quale si è voluto vedere ancora un autoritratto del Maestro.
Il dipinto ha stimolato alcune complesse e suggestive interpretazioni: il Battista sarebbe rappresentato come il precursore di Cristo e, in quanto ultimo profeta, tiene nella mano sinistra il libro dell'Antico Testamento, indicando con l'indice sproporzionato della mano destra il Cristo crocifisso, per annunciare, con le parole sopracitate di Giovanni (III, 30): "Illum oportet crescere, me autem minuit". Qui Vetter fa riferimento a un testo di un sermone di Agostino, che spiega il giorno della nascita di Cristo come vicino al solstizio d'inverno, il giorno più buio dell'anno, dopo il quale però la luce "cresce" di nuovo. Il 24 giugno, invece, giorno della ricorrenza di Giovanni Battista, è di poco successivo al solstizio d'estate, e dunque la luce del giorno comincia a diminuire di nuovo. Inoltre il Battista sarebbe anche la stella del mattino che annunzia il sole/Cristo che, morendo, si eclissa in un alone rosso (l'evangelista vestito di rosso) facendo sparire la luna (la bianca Madonna che sviene) mentre la terra (Maddalena) assiste impotente e angosciata.

#### Annunciazione,NativitàeResurrezione

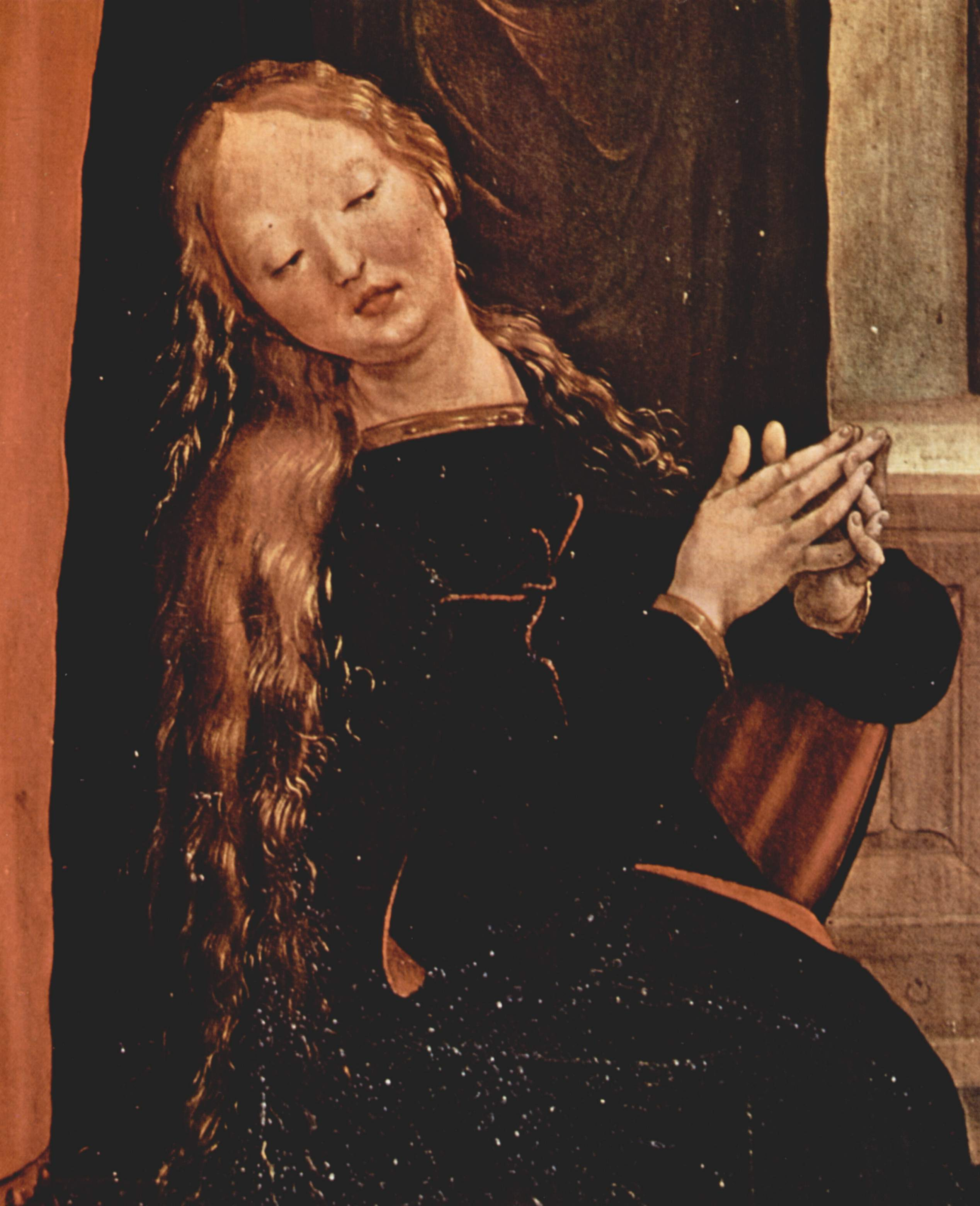
Particolare dellAnnunciazione

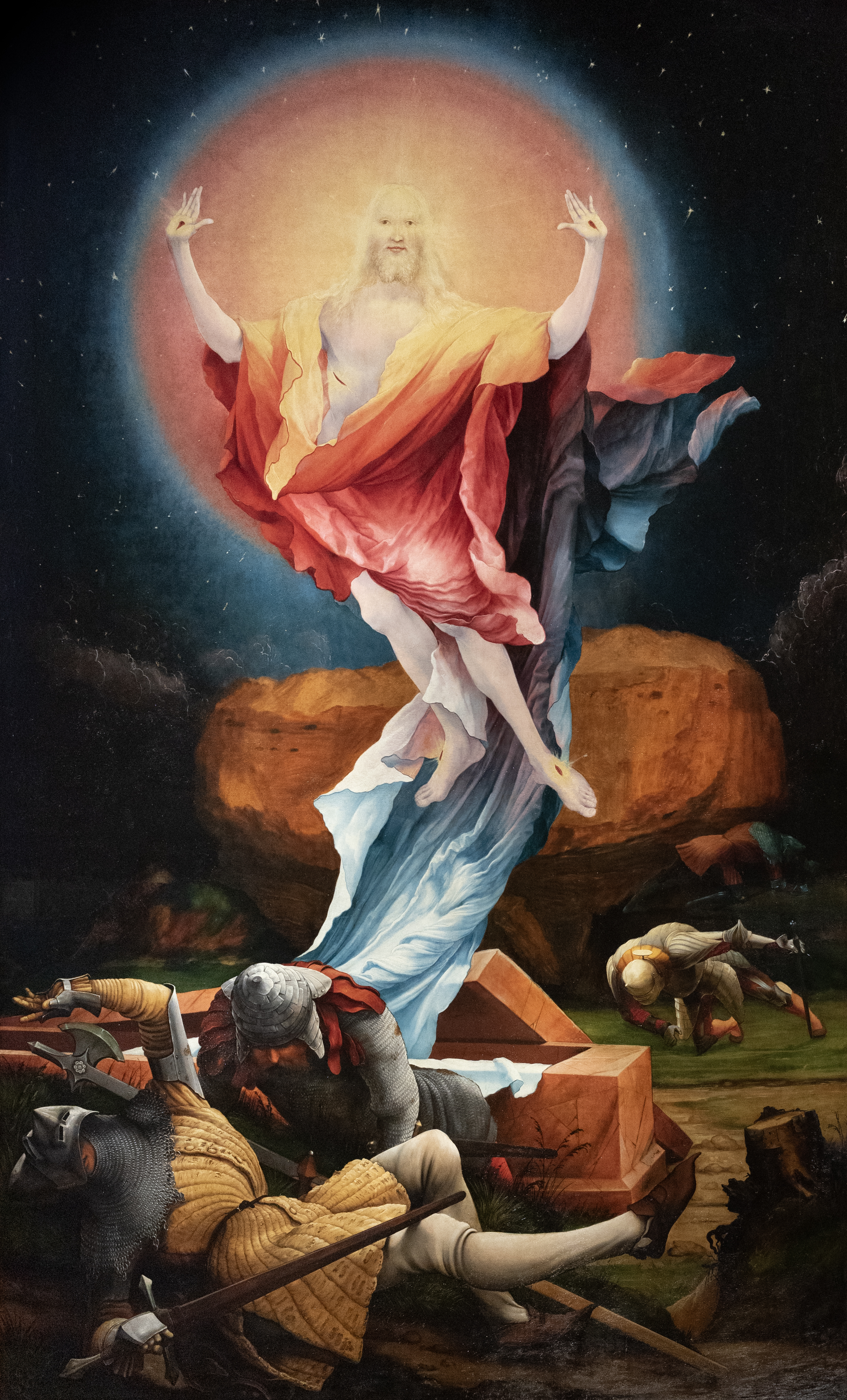
La Resurrezione
ol/tv, 269 x 143 cm

L'Annunciazione è rappresentata all'interno della cappella di una chiesa, nella quale si è creduto di riconoscere il duomo di Ulma o quello di Breisach. La veste rossa del grande angelo a destra e il telo di egual colore a sinistra inquadrano la Vergine, già in preghiera dinnanzi alla Bibbia aperta sul versetto 7,14 del Libro di Isaia, «Ecco una vergine concepirà», e spaventata dall'improvvisa e miracolosa apparizione.
Grünewald non ha una conoscenza scientifica della prospettiva - nel dipinto utilizza tre punti di fuga - ma l'impianto della scena è credibile e le masse si collocano armoniosamente in uno spazio ben organizzato.
Il pannello che conclude la seconda faccia dell'altare, dopo l'Annunciazione - il concepimento - e la Natività - il parto - e avendo presupposto la Crocefissione presente nella prima faccia, è la Resurrezione, nella quale Grünewald sembra sintetizzare, in un'unica rappresentazione, altri due precedenti momenti della vicenda terrena di Gesù narrati dai vangeli: la Trasfigurazione e l'Ascensione.
Non vi è chi non abbia messo a confronto il raffaellesco Gesù trasfigurato della Pinacoteca vaticana con questo Gesù risorto, sia per evidenziare, in negativo, come questo presenti, rispetto al dipinto italiano, presunti difetti di proporzioni anatomiche - le gambe relativamente corte rispetto al busto del Cristo - forse trascurando che al pittore tedesco è estranea ogni preoccupazione di correttezza accademica se ad essa deve sacrificare le per lui superiori esigenze espressive - sia per rilevare, in positivo, l'incredibile esplosione di luce soprannaturale nella quale la figura di Cristo tende a dissolversi. Un altro confronto, espressione di estrema opposizione di concetti e intenzioni, è quella con la Resurrezione, greve di massa e di solennità, di Piero della Francesca.

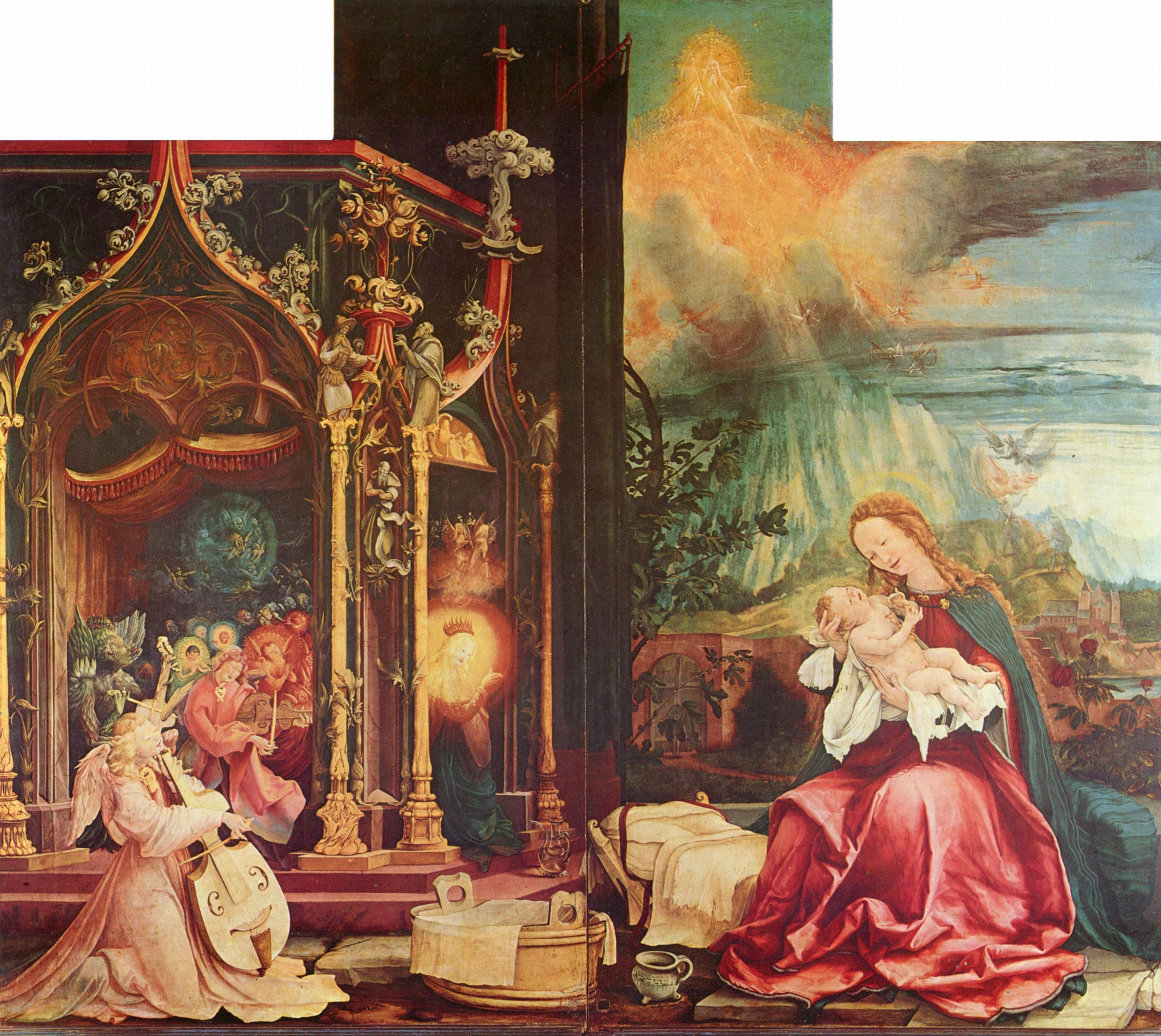
Natività
ol/tv, 265 x 304 cm, Musée d'Unterlinden, Colmar

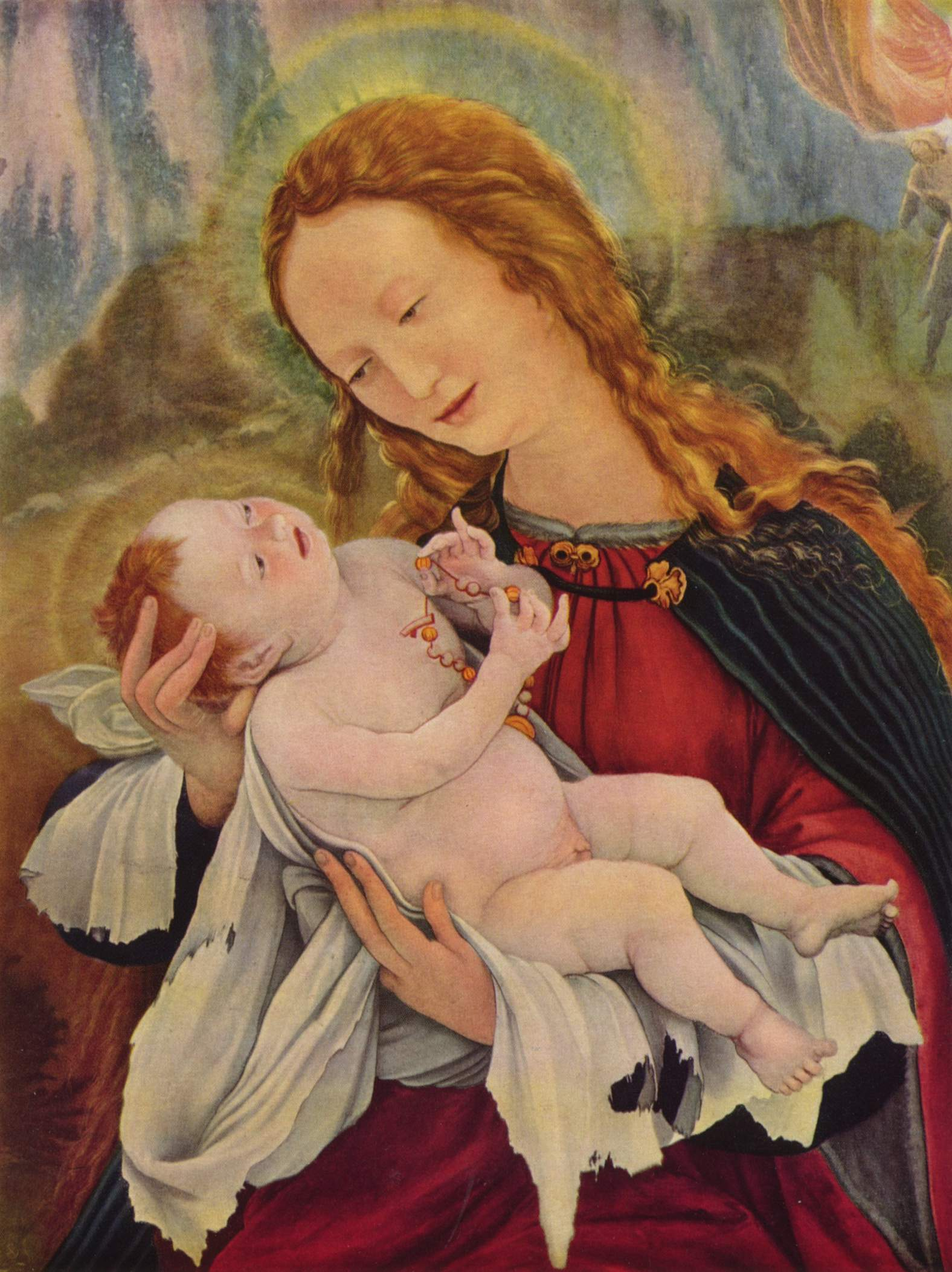
Un particolare della Natività

Il centro della seconda faccia dell'altare è occupato dalla Natività, un'allegoria di difficile decifrazione: dietro a un grande ma delicato angelo biondo che suona la viola, all'interno di una cappella gotica lussureggiante di decorazioni - il Tempio di Salomone? - un concerto di tre angeli annuncia la nascita di Gesù; uno di essi, piumato come un uccello favoloso, si volge a mirare una visione di angeli azzurri che circondano una figura femminile orante - Eva? - mentre un'altra donna - variamente interpretata come Maria, regina di Saba, Caterina d'Alessandria o la figura allegorica della Chiesa - prega inginocchiata dinnanzi a un vaso di cristallo e guarda al gruppo della Madonna col Bambino, circondato da comuni oggetti domestici; alle loro spalle è il giardino, al cui centro s'innalza un fico, l'albero edenico della conoscenza. Una montagna si eleva sullo sfondo, dove due angeli annunciano l'evento natale a due trasparenti pastori: oltre la cima avvolta da nuvole, in un alone di luce è il re-Dio, seduto in trono, lo scettro in mano, contornato da angeli.

#### I santi Antonio e Paoloe leTentazioni

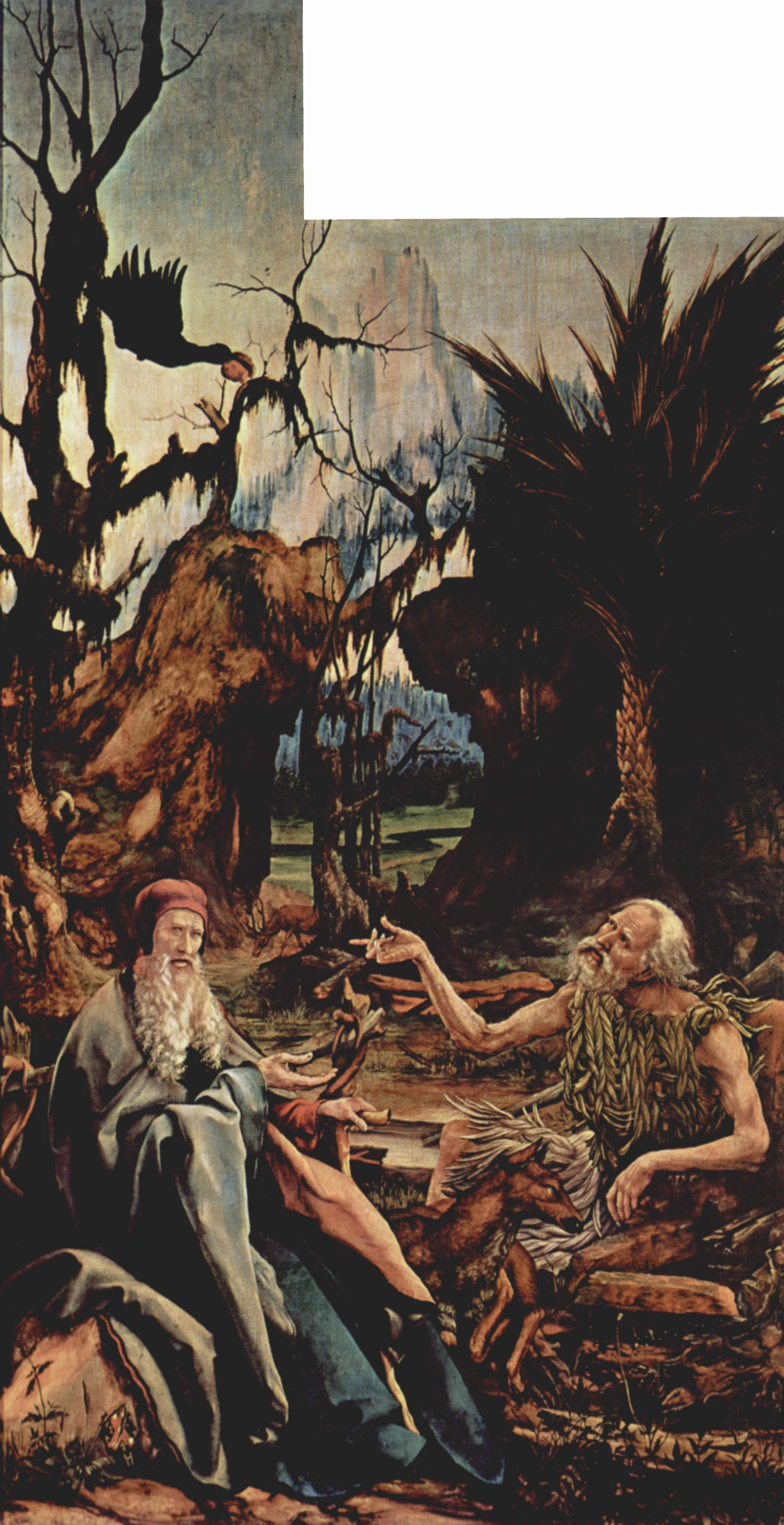
I santi eremiti Antonio e Paolo
ol/tv, 265 x 141 cm, Colmar, 1516

Nella terza e ultima faccia dell'altare appaiono ancora due dipinti di Grünewald, I santi eremiti Antonio e Paolo e Le tentazioni di sant'Antonio.
Il primo pannello, a sinistra, vuole rappresentare la visita di sant'Antonio all'eremita Paolo al quale, per l'occasione, un corvo reca, anziché un mezzo pane quotidiano, un intero pane da dividere con l'ospite. Desolato è il paesaggio che circonda i due santi, fatto di rocce e d'alberi secchi, nel quale, tuttavia, spicca rigogliosa una palma.

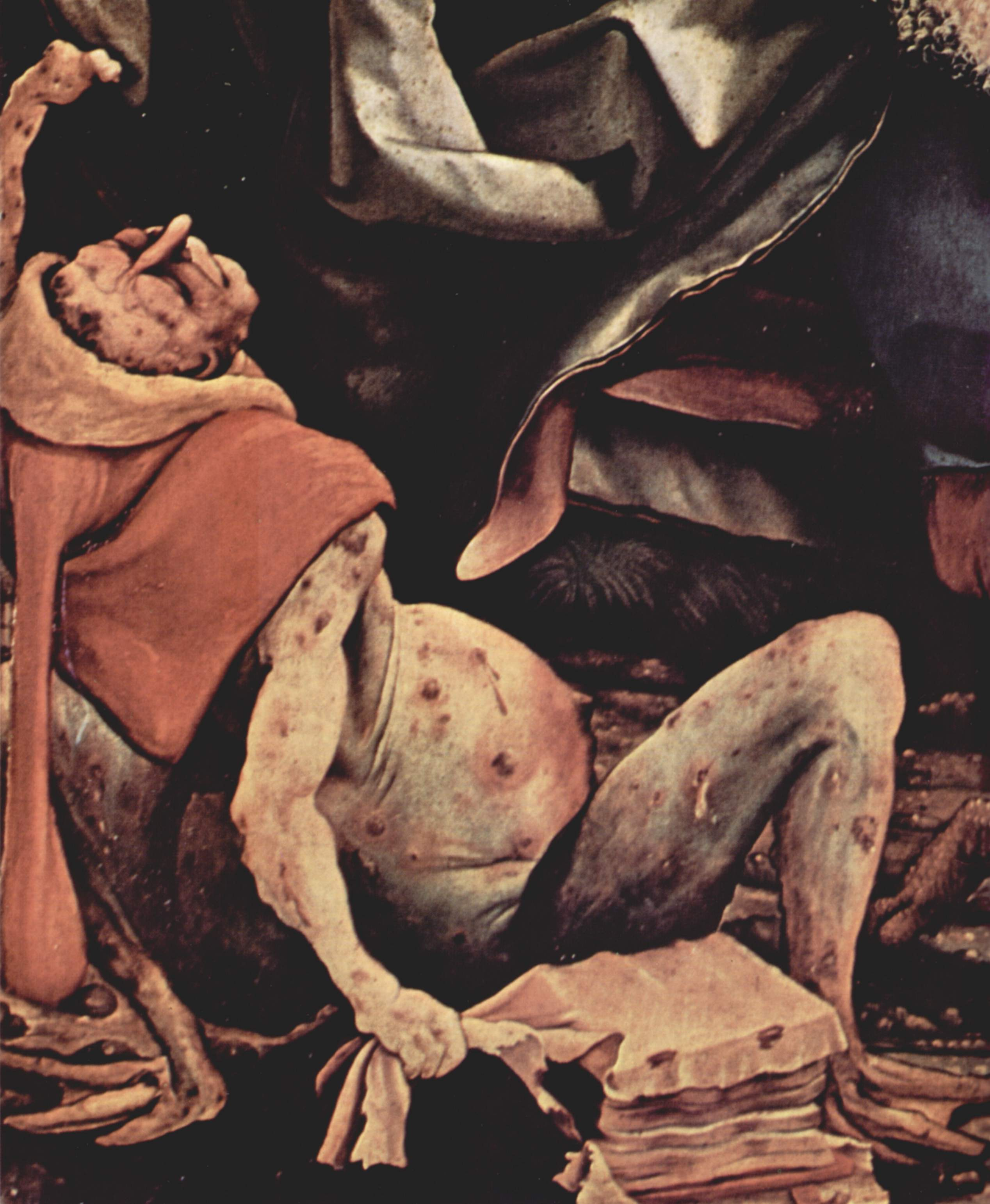
Un particolare delle Tentazioni

Una tradizione vuole che nell'eremita Antonio sia da riconoscere il committente dell'altare, l'abate Guido Guersi, e in Paolo lo stesso Grünewald. Ancora una volta, nessun elemento giustifica tali attribuzioni tanto più che, per quanto attiene all'identificazione del Guersi, era consolidata tradizione non identificare mai attraverso un santo il donatore dell'opera, che andava eventualmente rappresentato a parte e in minori dimensioni rispetto ai protagonisti dell'opera. È soltanto possibile che un riferimento al donatore sia costituito dallo stemma che si nota ai piedi del sant'Antonio.
Alla serenità di questo pannello fa da contrappunto il dramma visionario delle Tentazioni di sant'Antonio sotto gli occhi di Dio, in alto nel cielo dove combattono angeli e demoni, e al di qua di un lontano paesaggio di montagne bianche e rosate, mostri infernali tormentano il santo, sdraiato a terra, mentre la sua capanna è andata distrutta dal fuoco. In primo piano è raffigurato il demone della peste; dall'altro lato, in un cartiglio, si legge il lamento dell'antico vescovo di Alessandria, sant'Anastasio: «Dov'eri, buon Gesù, perché non accorresti a sanare le mie ferite?».
Fonti di ispirazioni sono state indicate in Hans Baldung Grien, in Martin Schongauer, in Lucas Cranach il Vecchio e persino nell'italiano Bernardo Parentino, le cui Tentazioni potrebbero essergli state note attraverso una stampa.

### Il trittico di Aschaffenburg (1519)

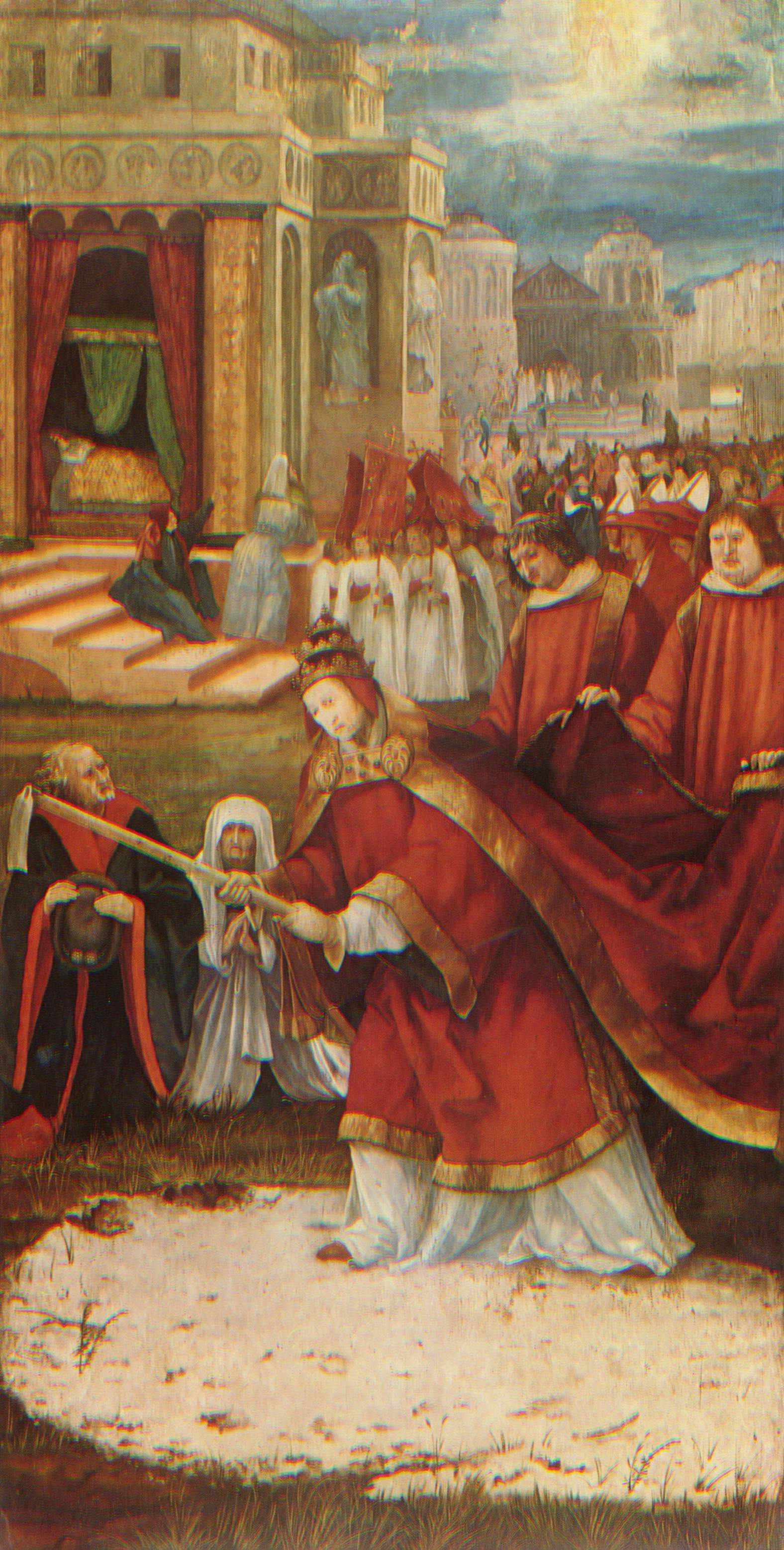
Il miracolo della neve
ol/tv, 179 x 91 cm, Augustinermus., Friburgo, 1519

Il 12 novembre 1516 il cardinale Albrecht von Brandenburg, elettore di Magonza, consacrò la nuova parrocchiale di Aschaffenburg. Già prima che essa fosse terminata di costruire, il 5 agosto 1513 il canonico Reitzmann aveva commissionato un trittico, da porre nella cappella - dedicata alla Madonna della neve, ai Re magi e ai santi Giorgio e Martino - a Grünewald che, conclusa nel 1516 la grande opera di Issenheim, era ritornato a Magonza a svolgere le funzioni di pittore di corte. Il trittico fu concluso nel 1519, come attesta la data posta sulla cornice e la firma G. M. N.
Il trittico fu smembrato e rimosso pochi anni dopo e nella chiesa rimase la sola cornice. Fu supposto che il trittico fosse costituito, al centro, dalla Madonna col Bambino, attualmente nella chiesa parrocchiale di Stuppach, nel Württemberg, ma ormai quest'ipotesi è respinta: per quanto quel dipinto sia certamente di mano di Grünewald, esso è considerato opera autonoma anche se non chiaramente documentata; si è ipotizzato che Grünewald avesse invece dipinto, per lo scomparto centrale, una Madanna della misericordia, peraltro perduta. Lo scomparto destro era sicuramente occupato dal Miracolo della neve, ora nell'Augustinermuseum di Friburgo, mentre il pannello sinistro, che forse rappresentava il donatore Reitzmann in venerazione della Vergine, è perduto.
La leggenda si basa su un sogno fatto da una coppia di coniugi, patrizi romani, ai quali Maria ordinava di costruire una basilica sul luogo in cui la mattina dopo sarebbe caduta la neve; anche il papa Liberio (352-366) fece lo stesso sogno in quella medesima notte. Avveratosi il prodigio della nevicata, che sarebbe avvenuta a Roma un 5 agosto, il papa fece tracciare sulla neve fresca la pianta della basilica cui fu dato il nome di Liberiana o di Santa Maria Maggiore.

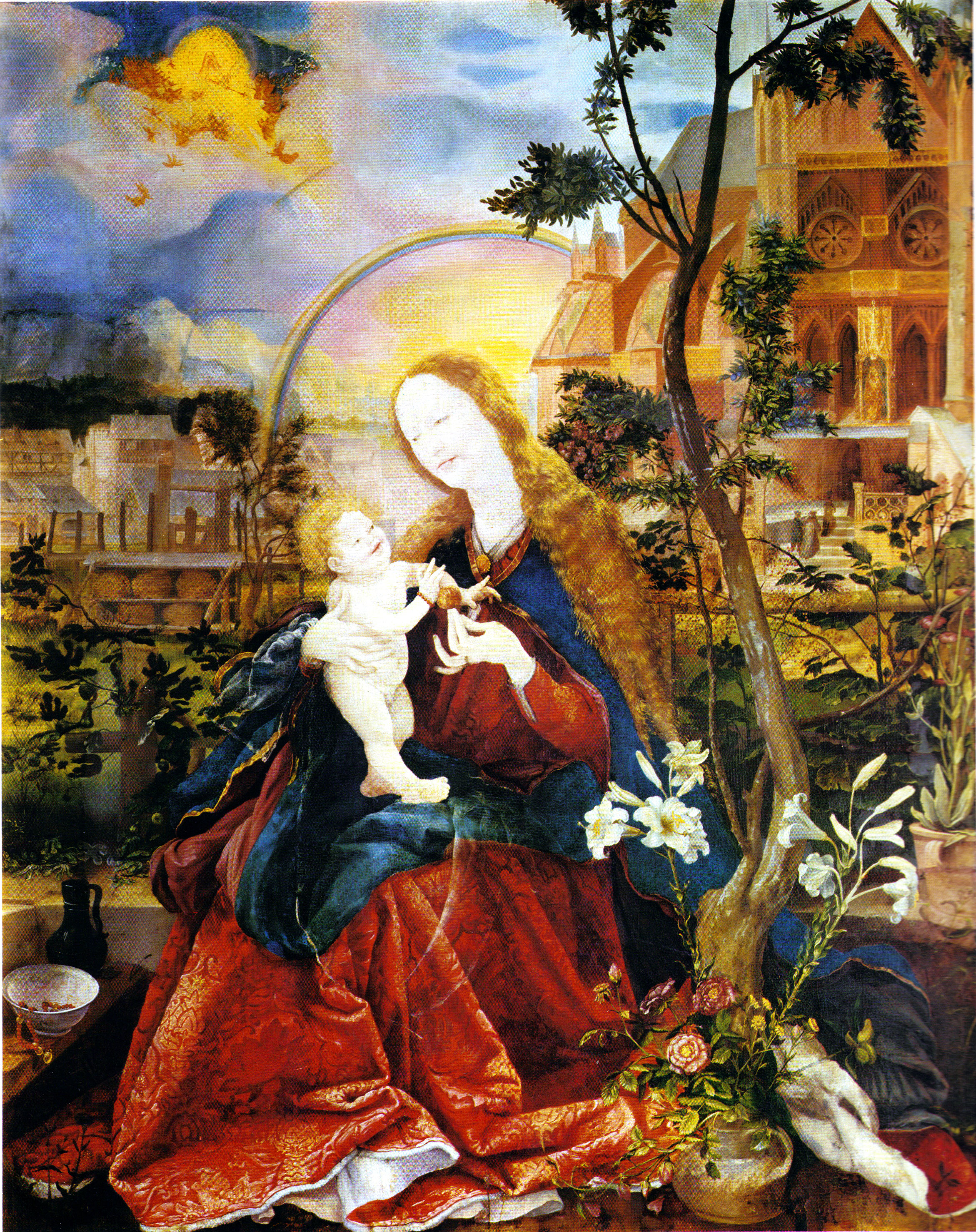
Madonna col Bambino
ol/tv, 186 x 150 cm, chiesa di Bad Mergentheim, 1519

In primo piano è rappresentato papa Liberio che dà il primo colpo di zappa sul luogo della fondazione; inginocchiati, sono i due patrizi che si suppone rappresentino il pittore con la moglie. Sul fondo, le architetture fantastiche che dovrebbero rappresentare il palazzo e la basilica di San Giovanni in Laterano, allora residenza papale, con la descrizione del sogno del papa e la visione della Madonna in alto nel cielo.
Sul retro del pannello sono dipinti i Re magi inginocchiati in preghiera. È attribuito a un allievo o a un seguace di Grünewald.

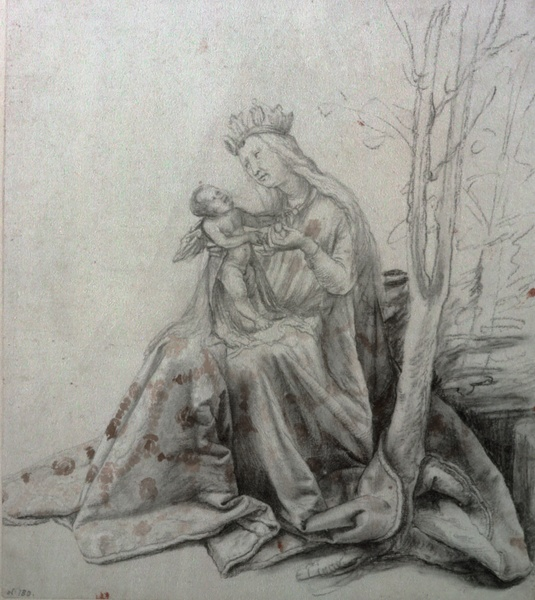
Studio della Madonna col Bambino

La Madonna del Bambino si trovava a Mergentheim quando fu acquistata nel 1809 dalla parrocchiale di Stuppach. Si pensa che sia stata composta per la chiesa di Oberissigheim, in base a un documento di commissione del canonico Reitzmann, risalente al 1514, oppure per la cappella della Madonna dal giglio bianco nella chiesa di Asschaffenburg, a motivo della presenza dei gigli dipinti nella tavola, o ancora per la chiesa di Tauberbischofsheim, nella quale viene conservato un velo attribuito alla Madonna, a causa del velo dipinto nella tavola.
La Madonna, riccamente vestita di broccato e pelliccia, scherza con il Bambino accanto a un ulivo in un giardino pieno di sole e di fiori; ha per nimbo l'arcobaleno e Dio la incorona dal cielo; sul fondo, una grande chiesa e palazzi. Numerosi i simboli presenti nel dipinto, richiamati dalle Rivelazioni scritte da santa Brigida, dalla Laus Mariae di san Bonaventura e da altra letteratura medievale edificante: l'alveare rappresenta la Chiesa e le api sono i suoi fedeli, la stessa Madonna è un fiore tra i fiori e l'ulivo e il fico sono suoi simboli.
Nella tavola sono rappresentate erbe, che hanno virtù salutari, e perle e coralli, che hanno invece proprietà di scongiuro contro gli spiriti maligni: ma l'insieme del dipinto, indipendentemente da ogni riferimento mistico, sembra voler ispirare la calda serenità di una lieta scena domestica.

### L'«Incontro dei santi Erasmo e Maurizio» (ca 1520)

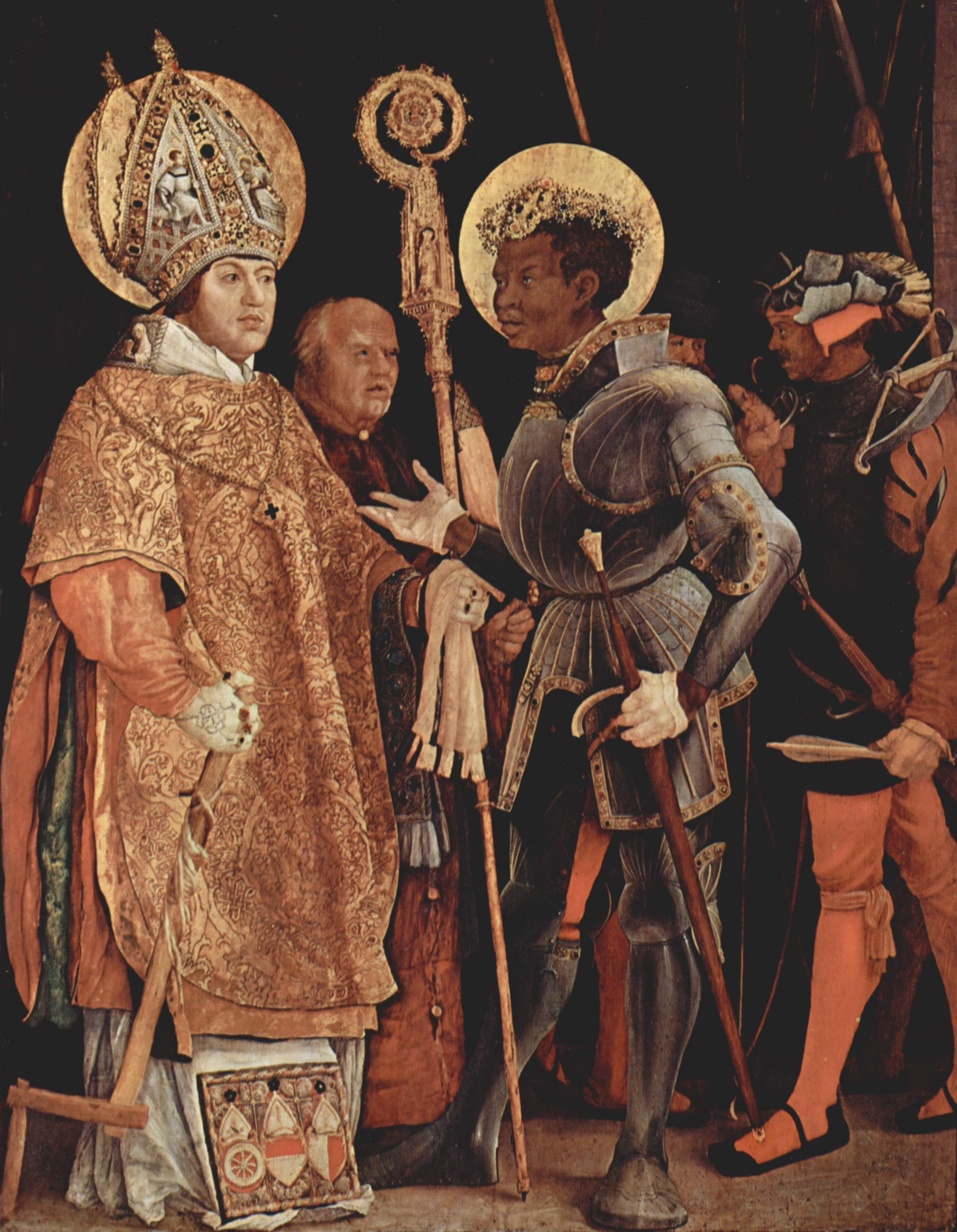
Incontro dei santi Erasmo e Maurizio
ol/tv, 226 x 176 cm, Alte Pinakothek, Monaco

La pala posta sull'altare della cappella di san Maurizio, nella chiesa di Halle sul Saale, fu commissionata a Grünewald dall'arcivescovo Alberto intorno al 1517, dopo la traslazione delle reliquie di sant'Erasmo da Magdeburgo a Halle nella primavera del 1516. Non si sa quando sia stata completata: essa è attestata nella chiesa da un inventario del 1525. Trasferita nel 1540 nella chiesa di Aschaffenburg, passò nel Seicento nel castello della città per finire, nell'Ottocento, nella Alte Pinakothek di Monaco di Baviera, dove ancora è conservata.
Nel vescovo Erasmo, che secondo la leggenda fu martirizzato nel 303 strappandogli l'intestino con un argano, è rappresentato lo stesso committente; il santo regge con la destra lo strumento del martirio, la sua veste risplende d'oro e di pietre preziose, il nimbo, come quello di san Maurizio, è dipinto su un foglio di oro zecchino. L'africano Maurizio era il comandante della legione tebana, martirizzato nel 302: accompagnato dai suoi soldati, è vestito di una lucente corazza e porta sulla testa una corona d'oro finemente cesellata e traforata.

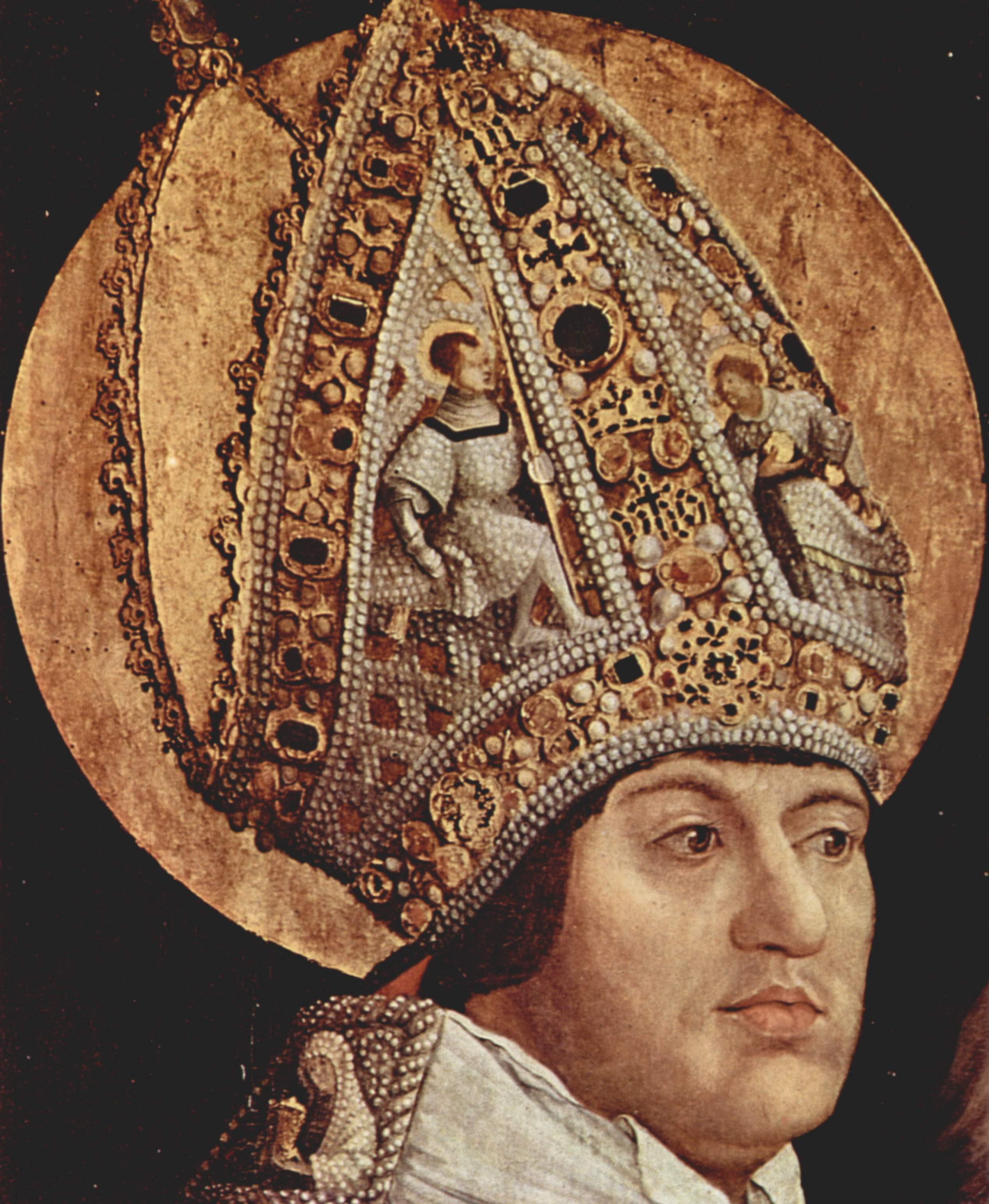
Particolare del sant'Erasmo

Nel periodo in cui il pittore dipingeva questa tavola, egli fu anche incaricato di fornire pale d'altare per il duomo di Magonza, andate però perdute.
È il Sandrart a dare la notizia dei tre dipinti perduti: «erano nel duomo di Magonza sulla sinistra del coro, in tre diverse cappelle, tre pale d'altare, ognuna con due sportelli dipinti dentro e fuori: la prima era la madonna col Bambino sulle nubi, dove sotto, sulla terra, stanno parecchie sante assai ornate, Caterina, Barbara, Cecilia, Elisabetta, Apollonia e Orsola, tutte così nobili, naturali, eleganti e correttamente disegnate che sembrano stare piuttosto in cielo che in terra. Su un'altra pala era raffigurato un eremita cieco guidato da un ragazzino che va sul Reno gelato, e sul ghiaccio viene aggredito da due assassini e, ucciso, cade sul ragazzo che grida: dipinto con affetti e pensieri naturali e veri, mirabilissimi; la terza pala era più imperfetta delle altre due, e tutte, nell'anno 1631 o 1632, furono rubate durante la selvaggia guerra del tempo, e spedite in un vascello in Svezia, ma naufragarono con molte altre opere d'arte finendo in fondo al mare».

### LaDeposizionedi Aschaffenburg (ca 1523)

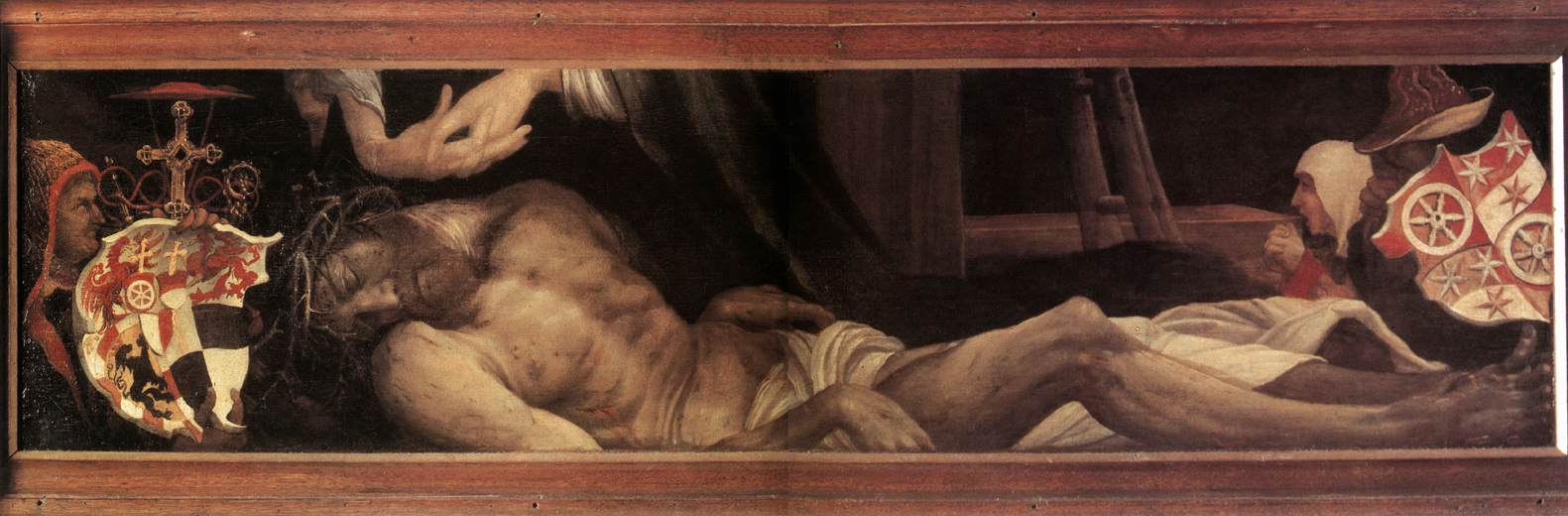
Particolare della Deposizione

Di una pala perduta di Grünewald è rimasta la predella rappresentante la Deposizione di Cristo, nella chiesa dei santi Pietro e Alessandro di Aschaffenburg. Agli estremi della tavola, accanto a due piccole figure femminili, una delle quali dovrebbe essere la Maddalena in preghiera, sono dipinti gli stemmi di due arcivescovi di Magonza, Dietrich von Erbach (1434-1459), sepolto nella chiesa, e il patrono del pittore, Alberto di Brandenburg. Il dipinto viene fatto risalire alla prima metà degli anni Venti.
Nel Cristo deposto Grünewald, come elimina ogni espressione di sofferenza, così attenua le tracce dei tormenti subiti e delle ferite. Date le ridottissime dimensioni della predella, al di sopra corpo poderoso, quasi michelangiolesco, Grünewald ha potuto far intravedere solo il piede della croce e la scala utilizzata per la deposizione, oltre al manto azzurro della madre e soprattutto le sue mani, anch'esse non più tormentate e rattrappite dall'angoscia ma congiunte compostamente. Queste mani, come il corpo del deposto, il profilo della Maddalena e lo stemma dell'arcivescovo brandeburghese sono considerate autografe, mentre il resto è attribuito ad un aiuto del Maestro.

### LaCrocefissionee ilTrasporto della croce(ca 1525)

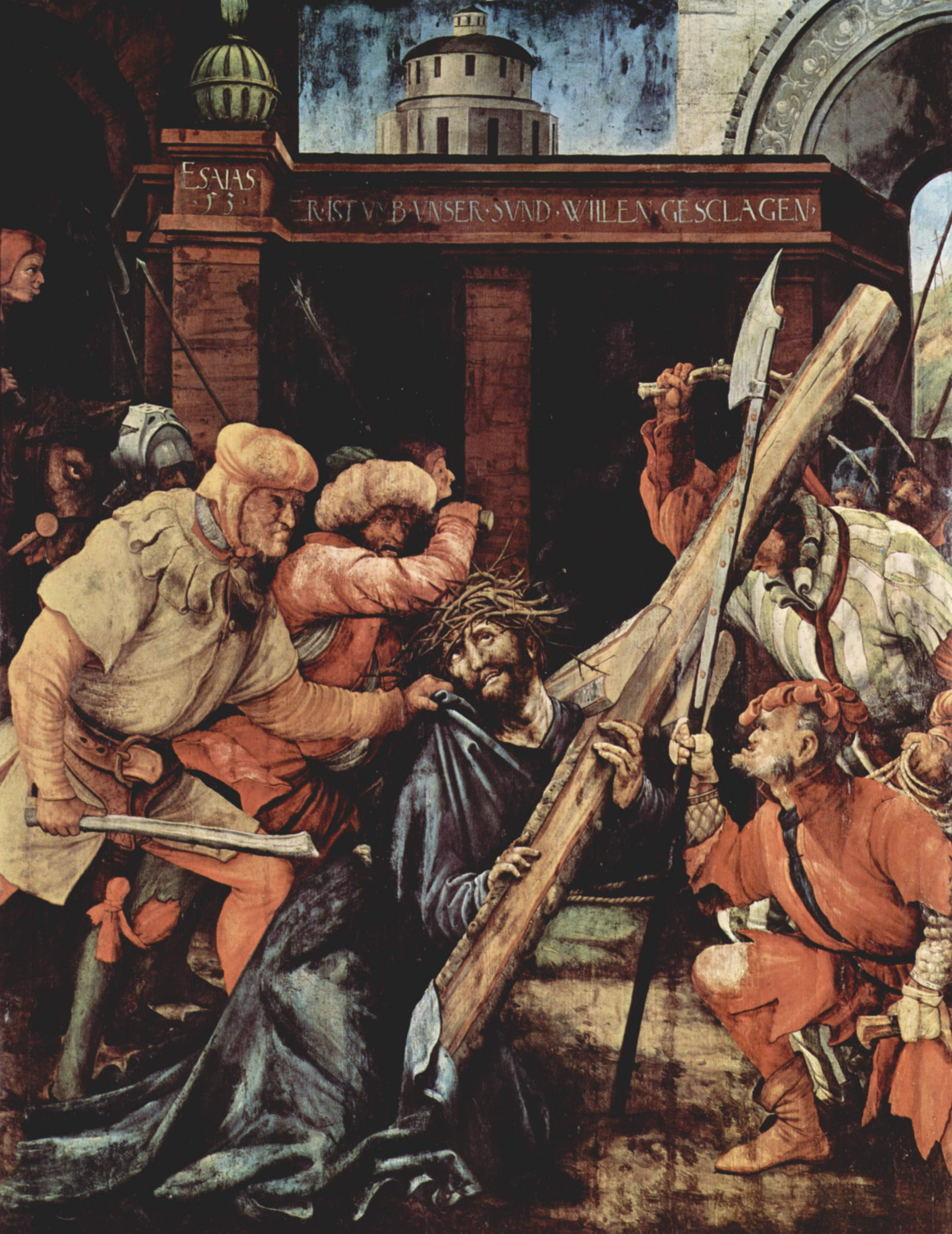
Trasporto della croce
ol/tv, 193 x 151 cm, Kunsthalle, Karlsruhe, ca 1525

Delle due tavole custodite nella Staatliche Kunsthalle di Karlsruhe, una Crocefissione e un Trasporto della croce, non sussiste alcuna documentazione. Se ne ha notizia nel Settecento, quando il parroco della chiesa di Tauberbischofsheim descrisse una tavola dipinta sulle due facce attribuendola a Dürer. Venduta nell'Ottocento a un collezionista privato, la tavola venne segata verticalmente per ricavarne due dipinti indipendenti. Tornate nel 1892 nella chiesa di Tauberbischofsheim, furono riconosciute opere di Grünewald e acquistate dalla Kunsthalle di Karlsruhe nel 1899.

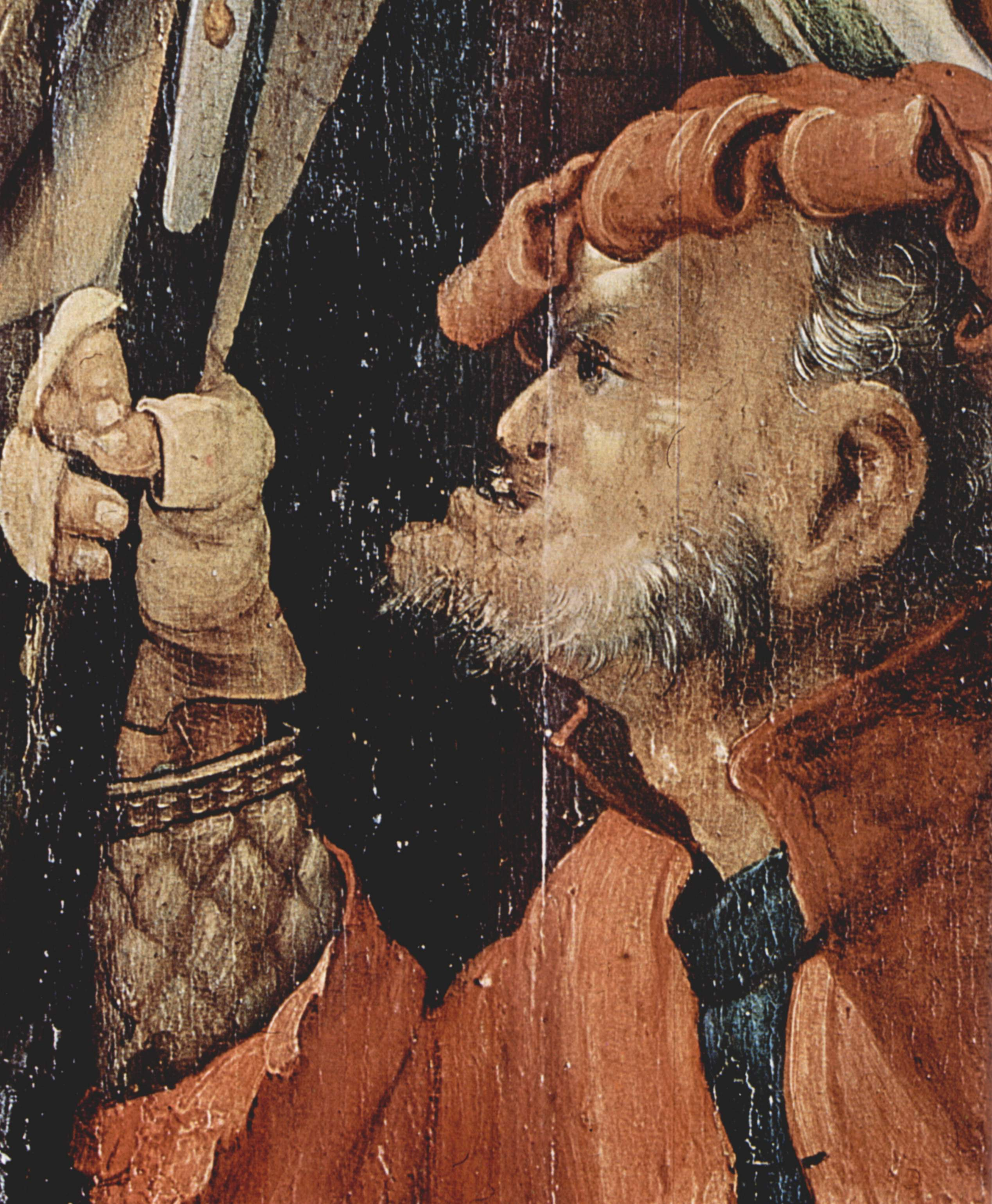
Particolare del Trasporto della croce

La scena del Trasporto della croce è limitata da un edificio rinascimentale, sul cui cornicione corre una scritta in tedesco tratta da un versetto dal Libro di Isaia: dalla traduzione della Bibbia pubblicata da Lutero nel 1527 si è voluto posporre la datazione dell'opera, generalmente collocata nel 1525, a quell'anno o almeno, trarre la prova dell'adesione del pittore alla Riforma. Si è ipotizzato che l'opera sia stata commissionata da un pastore protestante, che la soldataglia che tormenta Cristo rappresenti il clero cattolico, che la chiesa ottagonale dello sfondo sia la Chiesa cattolica, mentre la vera Chiesa sarebbe rappresentata dalla melagrana dipinta sopra il nome di Isaia.
Il fatto che il pannello di Tauberbischofsheim sia la sua ultima opera si spiegherebbe proprio con l'impossibilità di Grünewald di continuare a dipingere per committenze costituite soprattutto da cattolici, senza tener conto della sua possibile adesione alle tesi più radicali della Riforma, quelle anabattiste, sfociate nella rivolta dei contadini che fu repressa tragicamente proprio in quel periodo e lo avrebbero condotto ad abbandonare la pittura.

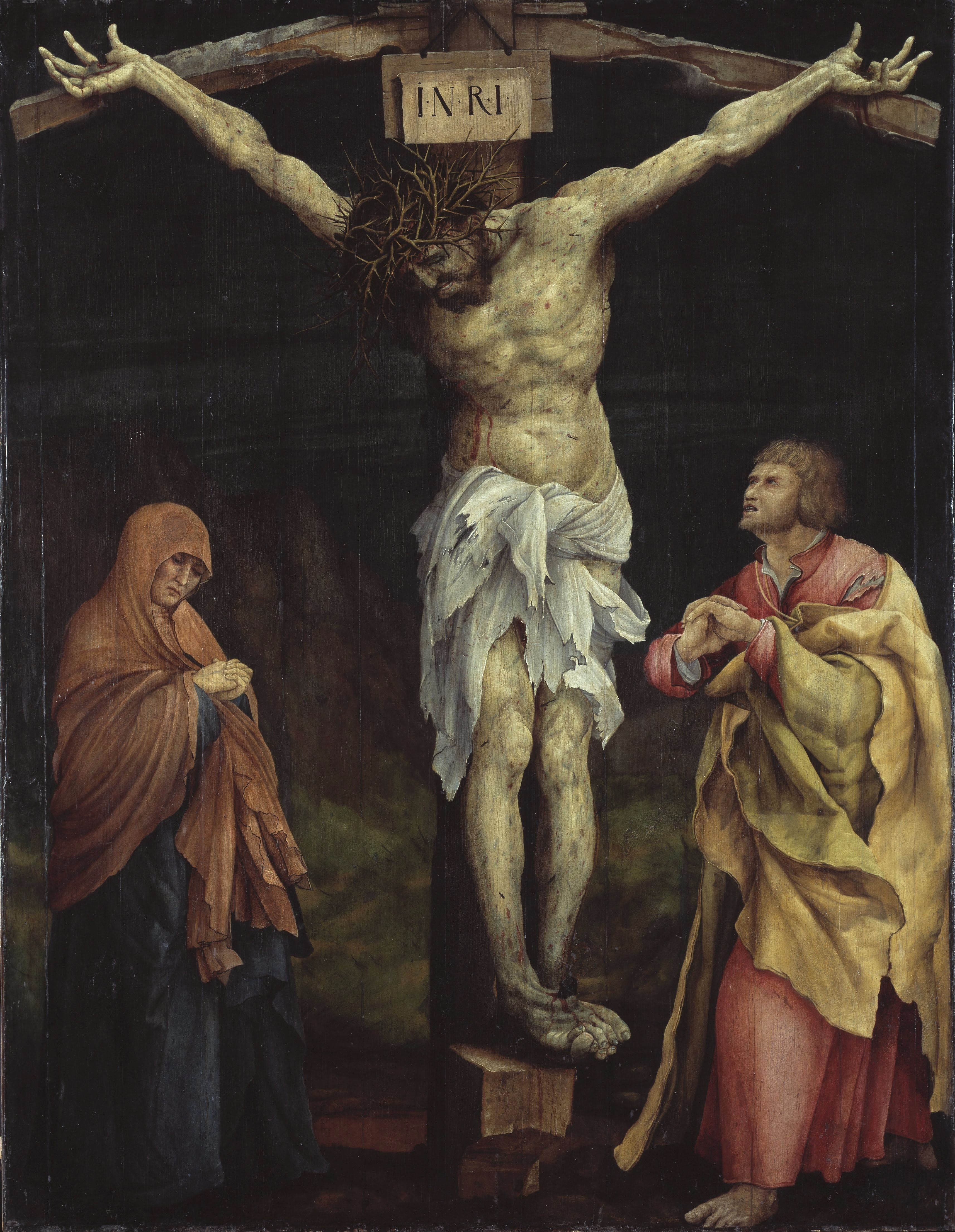
Crocefissione
ol/tv, 193 x 151 cm, Kunsthalle, Karlsruhe, ca 1525

Quella di Karlsruhe è il capolavoro fra le Crocefissioni di Grünewald: ridotto all'essenziale il tema che tormentò il pittore durante tutta la sua attività artistica, abbuiato lo sfondo striato di montagne, chiusa la Vergine in un dolore impietrito, spasimante invano Giovanni, piegata a terra la testa, circondata da una corona di rovi e segnata da una tragica smorfia, dell'agonizzante inchiodato a una croce rozzamente sbozzata, dove come una beffa campeggia la scritta del Gesù di Nazareth re dei Giudei, a ricordare l'eterna condanna comminata dai potenti agli ultimi della terra quando mai osassero alzare lo sguardo al cielo.

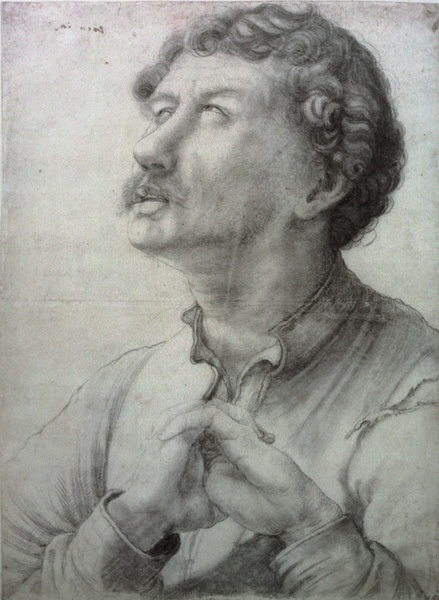
Studio del san Giovanni

«Davanti a quel Calvario imbrattato di sangue e annebbiato di lacrime, si era ben lontani da quei bonari Golgota che, a partire dal Rinascimento, la Chiesa ha adottato! Quel Cristo titanico non era il Cristo dei ricchi, l'Adone di Galilea, il bellimbusto pieno di salute, il grazioso giovane dai riccioli fulvi, dalla barba spartita, dai lineamenti cavallini e scipiti, che i fedeli adorano da quattrocento anni. Quello era il Cristo di San Giustino, di san Basilio, di san Cirillo, di Tertulliano, il Cristo dei primi secoli della Chiesa, il Cristo volgare, laido, avendo assunto su di sé ogni peccato e rivestito, per umiltà, le forme più abbiette.
Era il Cristo dei poveri, colui che s'era fatto simile ai più miserabili fra quelli che veniva a riscattare, ai disgraziati e ai mendicanti, a tutti coloro sulla cui laidezza o indigenza s'accanisce la viltà dell'uomo; ed era anche il più umano dei Cristi, un Cristo dalla carne triste e debole, abbandonato dal Padre che non era intervenuto se non quando nessun nuovo dolore era più possibile [...]
Il naturalismo non s'era mai arrischiato a trattare simili temi [...] Grünewald era il più forsennato degli idealisti [...] in quella tavola si rivelava il capolavoro di un'arte costretta, piegata a rendere l'invisibile e il tangibile, a mostrare l'immonda desolazione del corpo, a sublimare lo sgomento infinito dell'anima».

## Gli ultimi anni
Sono documentati pagamenti a Grünewald da parte della corte di Magonza, senza tuttavia indicazione del titolo delle somme elargite. Forse già da qualche anno il pittore aveva sposato una donna, della quale non si conosce il nome, già madre di un bambino - non avuto dall'artista - nato intorno al 1516, di nome Endres, al quale l'artista diede il suo cognome, Nithardt. Il ragazzo, che diventerà maestro di scuola, risulta nel 1526 aiutante dello scultore Arnold Rücker, la cui bottega era forse comune con lo studio del pittore.

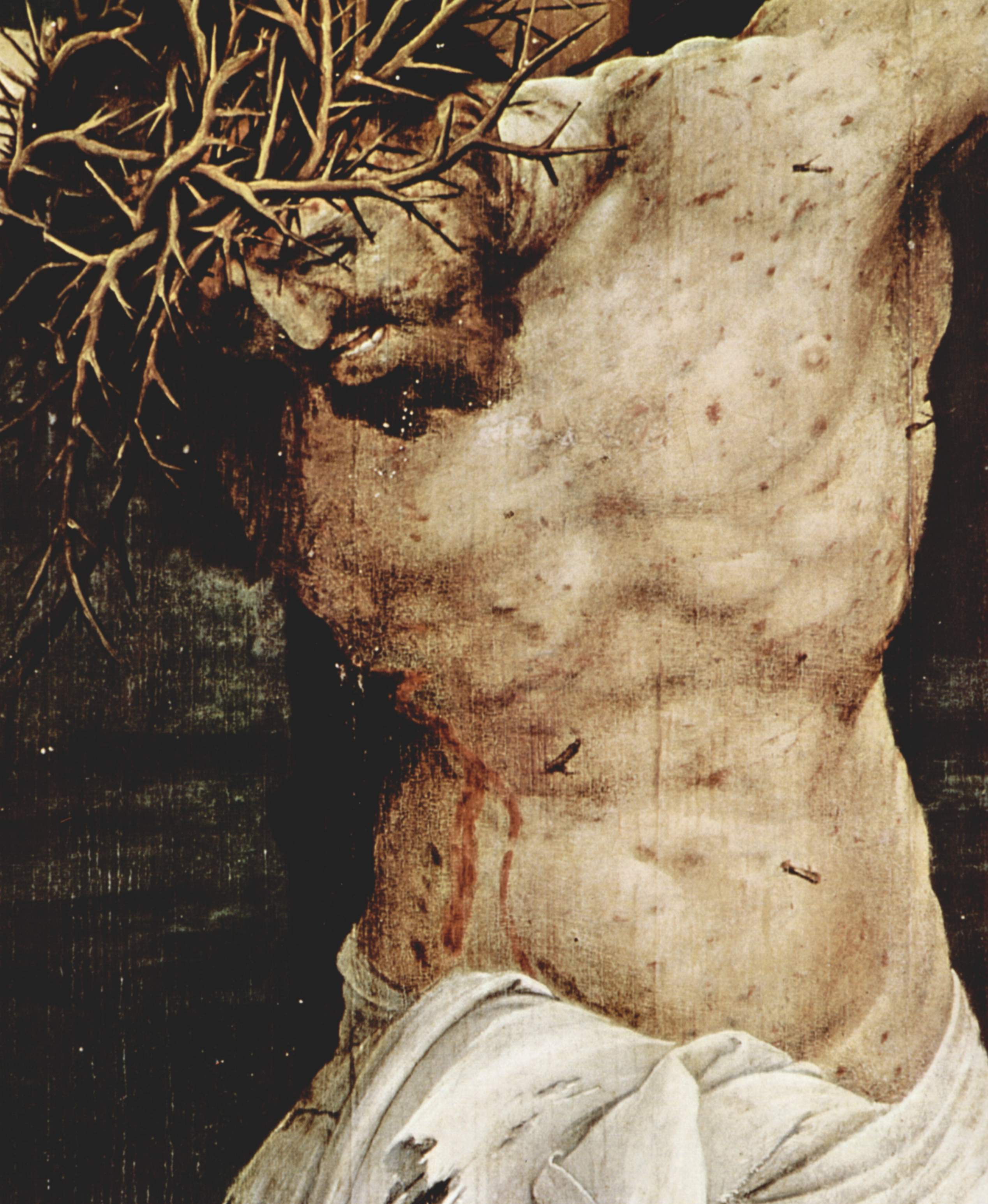
Particolare della Crocefissione di Karlsruhe

La rivolta dei contadini, che dilagò in molti Länder della Germania, ebbe un centro importante anche nella regione di Aschaffenburg: nelle classi più povere, la Riforma religiosa ben presto si connotò di rivendicazioni sociali. L'arcivescovo Alberto di Brandeburgo provvide a controllare che nella sua corte non vi fossero né luterani né tanto meno simpatizzanti del movimento contadino: appositamente, il 1º maggio 1526, tenne un'udienza durante la quale licenziò i sospetti. Fra questi dovette essere compreso anche Grünewald, che risulta essersi trasferito a Francoforte, ospite nella casa di un ricamatore di seta, mentre nuovo pittore della corte del cardinale è attestato essere il modesto artista Simon Franck.
Non si ha notizia che a Francoforte Grünewald dipingesse, ma che commerciasse e fabbricasse saponi. Si sa che l'8 maggio 1527 le autorità cittadine lo incaricarono di fornire disegni di un mulino da costruire lungo il fiume Meno, ma in estate il pittore risulta già trasferito a Halle, città protestante, ospite del ricamatore in seta Hans Plock, un luterano già conosciuto a Magonza da Grünewald. Forse già seriamente malato, redasse il suo testamento, nominando erede il figlio e indicando nel Plock il suo tutore, nella cui casa lasciò tutti i suoi beni, racchiusi in alcune casse sopra le quali era indicato il suo nome: «Mathis Niethart, pittore di Würzburg».
L'anno dopo, il 1º settembre 1528, tre suoi amici, il sovrintendente alle saline Heinrich Rumpe, l'ebanista Gabriel Tuntzel e il ricamatore Hans Plock comunicarono la sua morte, probabilmente verificatasi uno o due giorni prima, alle autorità di Halle: «Il maestro Mathes Gothard, pittore e idraulico al vostro servizio a Halle, si è addormentato in Dio». Il luogo della sua sepoltura è ignoto.
Nell'inventario dei suoi pochi beni figurano, oltre a vestiti, arnesi di lavoro e colori, un Vangelo, un'edizione di prediche di Lutero e «dodici articoli della fede cristiana», un elenco di richieste alle autorità dei contadini ribelli. Fu inventariata anche una Crocefissione con Maria e san Giovanni ma quest'estremo dipinto è andato perduto.

## L'arte di Grünewald

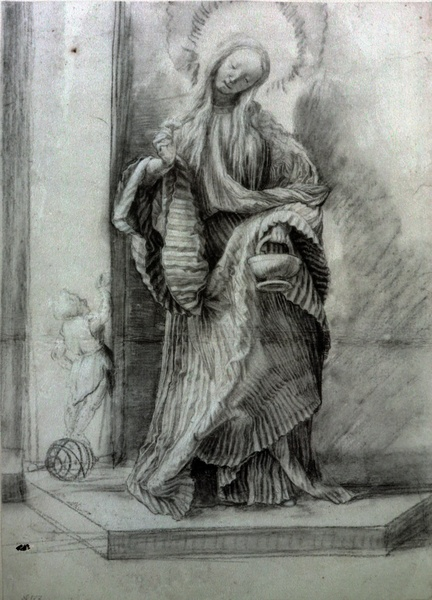
Studio di santa Dorotea

Il nome di Grünewald declinò rapidamente: il teologo riformato Filippo Melantone, che forse conobbe personalmente il pittore, lo citava, pochi anni dopo la sua morte, come «Matteo», il secondo pittore tedesco dopo Dürer e prima di Cranach, il francese Balthasar de Monconys lo chiamava «Martin de Aschaffenburg» pur considerandolo superiore a Dürer, mentre il Sandrart doveva ormai rammaricarsi di non essere riuscito a trovare alcuna notizia sul pittore che egli battezzò come Grünewald.
Così, l'altare di Isenheim fu attribuito per 150 anni al Dürer, finché Jacob Burckhardt lo restituì a «Matthias Grünewald di Aschaffenburg»: ma fu l'entusiasmo dello scrittore francese Huysmans a ravvivare l'interesse per il Nostro nel 1891, seguito dalla prima grande monografia di Schmid nel 1911.
La consacrazione di Grünewald avvenne quando il suo grande altare fu esposto nel 1920 a Monaco: nel periodo trionfale dell'espressionismo tedesco, le tormentate figure di Grünewald non poterono che ricevere l'accoglienza che si deve a un precursore. Gli studi e le ricerche d'archivio permisero di definire qualche maggior tratto della figura dell'artista, fino alla ricostruzione del suo vero nome, rimanendo tuttavia di difficile soluzione inserire il pittore in un convincente e coerente filo di sviluppo della pittura tedesca dei secoli XV e XVI.
Considerato espressione di «arte degenerata» nella Germania nazista, nel dopoguerra Matthias Grünewald s'impose definitivamente come uno dei più grandi pittori di tutti i tempi.

### Lo stile

#### Grünewald e Dürer

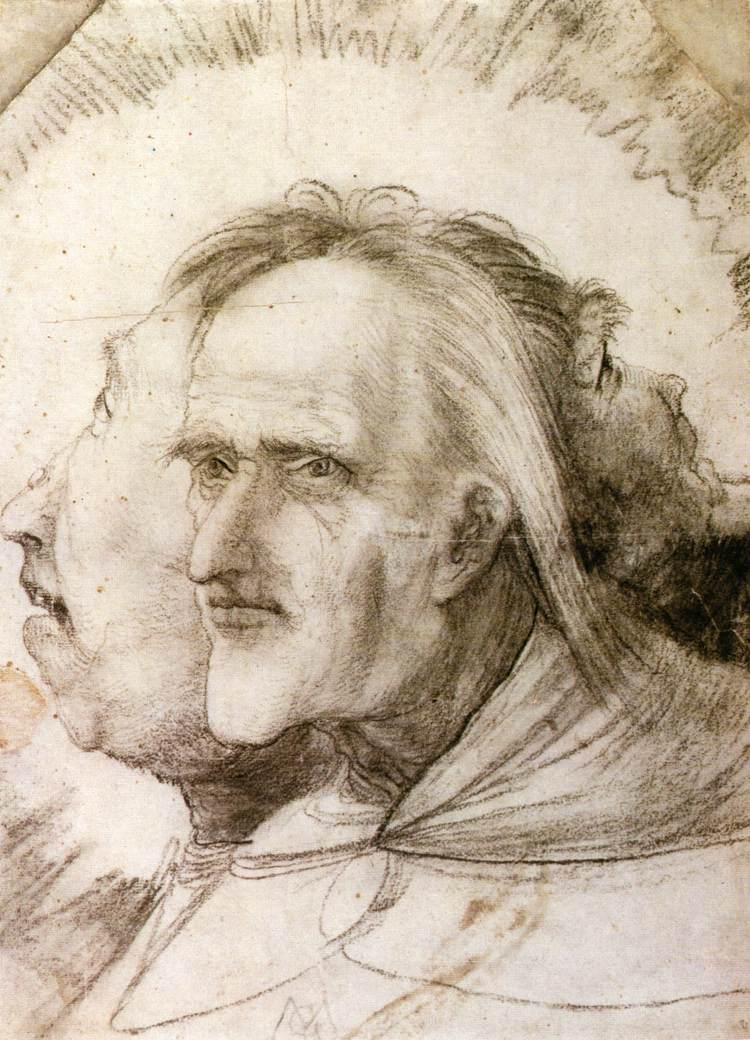
Vadiscus sive Trias Romana

«Sarebbe stato un ben curioso confronto, se Dürer si fosse incontrato con il maestro dell'altare di Isenheim, che impiegava tutti i possibili mezzi ai fini dell'espressione, e non si era mai fatto scrupolo di piegare il vero in favore di una più forte impressione sentimentale. Grünewald gli avrebbe fatto intimamente orrore, appunto perché si sarebbe reso conto della potenza di questo violento artista. Avrebbe potuto ripetere quel che il vecchio Cornelius aveva pronunciato contro Riedel: "Voi avete perfettamente raggiunto ciò che in tutta la vita io ho cercato di evitare"».
«Grünewald fu certo un temperamento più geniale, nel senso romantico della parola. Ciò non significa affatto più grande, ma vuole indicare piuttosto un diverso tipo di grandezza. La fantasia di un Dürer non è meno alta di quella di un Grünewald, ma per spiccare il suo volo ha bisogno di una larga piattaforma cementata di esperienza tecnica, di pensiero e di cultura. Mentre in Grünewald essa si lancia subito altissima come per un'accensione improvvisa, e le sue creazione hanno sempre qualcosa di fulmineo e di folgorante. D'altronde Grünewald dovette pagare il tributo di questa sua genialità: gigantesca e solitaria, la sua arte non fu produttiva, nel senso che non ebbe dirette conseguenze storiche».
«Spontaneo e di forte temperamento, emotivo e impulsivo come lo rivelano le sue creazioni, è probabile che Grünewald dipingesse rapidamente nella frenesia dell'ispirazione, con varie improvvisazioni all'ultimo momento. Perciò le sue creazioni rischiano di diventare caotiche, ma non ci sembrano mai accademiche o meccaniche, pericolo che Dürer non riesce sempre a evitare, a causa della sua maniera metodica, teoricamente concepita e logicamente considerata».
«Grünewald era un mistico cristiano - di lui non si conoscono temi profani - mentre Dürer, con tutta la sua devozione, era essenzialmente un umanista. Nonostante la sua perizia nell'ingegneria idraulica, Grünewald fu un poeta, mentre Dürer fu uno scienziato, a dispetto della sua fervida immaginazione. Grünewald pensò in termini di luce e di colore, mentre Dürer pensò essenzialmente in termini di linea e di forma».

#### La linea
«Grünewald non ha mai costretto la linea al servizio della visione naturalistica. Sino all'ultimo essa fu per lui, in senso propriamente tedesco e medievale, ornamento espressivo fine a sé stesso. Quando essa richieda un ritmo autonomo, ogni pretesa di correttezza naturalistica tace incondizionatamente; quando sia contorno, non segue necessariamente la forma dell'oggetto, anzi è la forma a ubbidire alla sua incredibile potenza caratterizzatrice [...] essa è rimasta, come già in tutto il Medioevo tedesco, suggestivo atto espressivo, spiritualizzazione del gesto corporeo; e come tale assume, all'interno dell'organica composizione del quadro, un significato che supera di molto quel che la nostra odierna concezione naturalistica possa afferrare».
«La stessa linea grünewaldiana, in qualunque oggetto si mostri, presenta una nervosità tardo-gotica; i contorni dei corpi e dei panneggi divampano, si torcono, s'increspano come le linee dell'architettura tardo-gotica».

#### Il colore

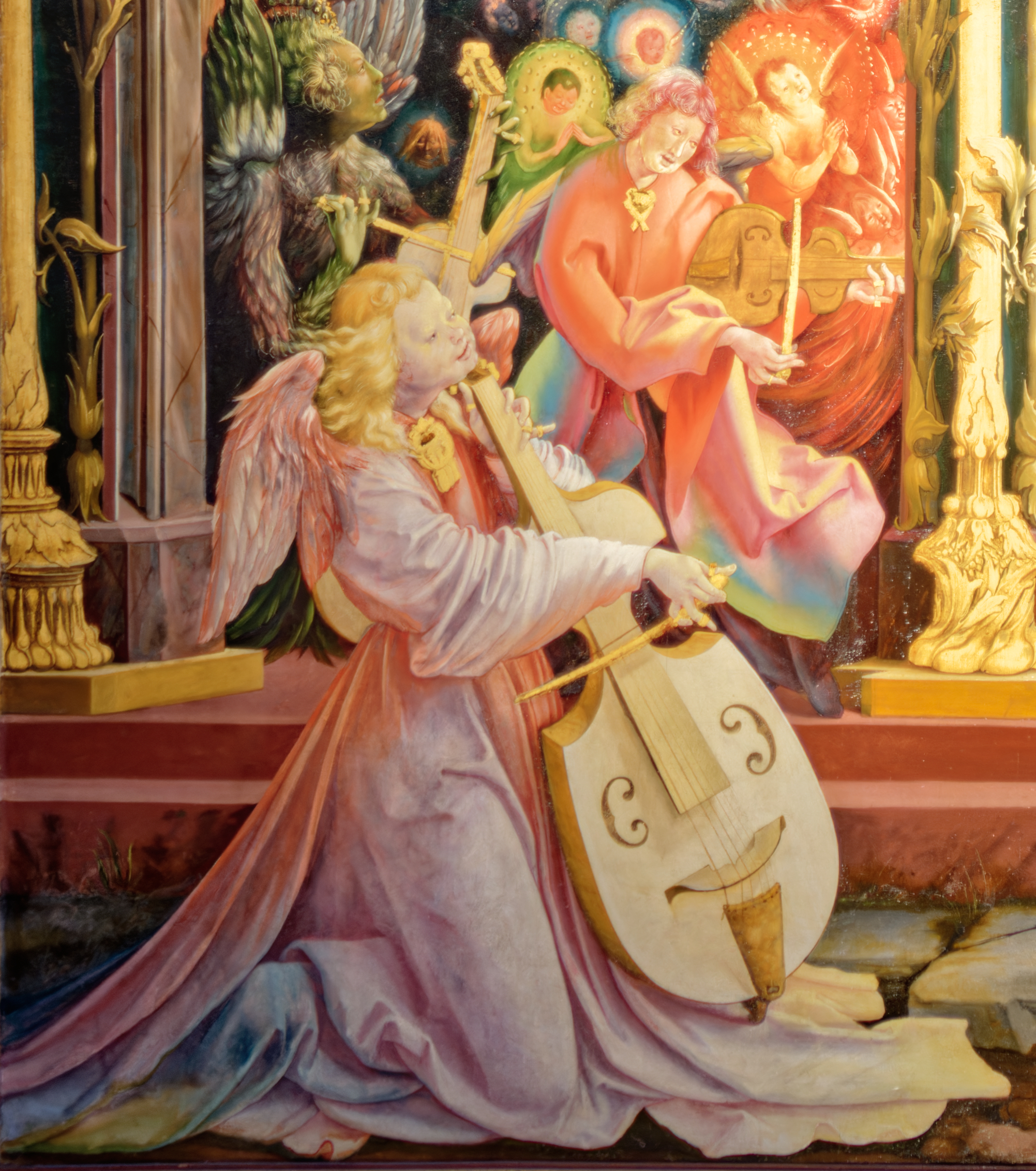
Particolare della Natività

«Nei dipinti di Grünewald il colore ha una parte primordiale ed essenziale. Non è una veste d'accatto: si identifica con il disegno, è carne e sangue dei personaggi, che non si potrebbero concepire senza di esso [...] La sua tavolozza è ricchissima. Ha un gusto dichiarato per i toni schietti e opulenti, l'azzurro oltremare, il giallo arancio, il giallo zafferano, il giallo d'oro. Predilige i rossi, ne modula tutta la gamma spingendola a limiti estremi, dal rosa salmone fino al lusso della porpora [...] si direbbe che, anticipando i secoli, Grünewald abbia presentito il principio delle ombre colorate e della esaltazione dei colori complementari».
«I molteplici valori rappresentativi del colore grünewaldiano stanno al servizio dell'espressione: non la diminuiscono ma l'esaltano e rendono sensibili le qualità espressive sotto forma di una realtà visionaria cui deve partecipare l'osservatore. Nella fusione di valore espressivo e rappresentativo si manifesta un altro principio fondamentale della concezione di Grünewald, la potenza di sintesi, di intensificazione, perseguibile fino al sommo della sua creazione artistica e che si rivela anche nella sua capacità di vedere e di pensare contemporaneamente il contenuto del dipinto. La potenza di sintesi si dimostra infine anche nella situazione storica di Grünewald. La luminosità e la pienezza espressiva del colore medievale si collegano a principi tardo-gotici della struttura spaziale e della composizione polifonica dei piani, al realismo cromatico del Rinascimento e alle nuove forme di illuminazione in una ricca struttura figurativa che fonde il vecchio e il nuovo in una personalissima unità».

## L'asteroide 9645
Il nome del pittore è stato dato a 9645 Grünewald, un asteroide della fascia principale scoperto nel 1995.

## Opere
- Ultima cena, santa Dorotea e sant'Agnese, collezione privata, ca 1500
- Trittico di Lindenhardt, parrocchiale, 1503
- Crocefissione, Öffentliche Kunstsammlung, Basilea, 1500-1515
- Cristo deriso, Alte Pinakothek, Monaco di Baviera, 1504-1505
- Crocefissione, National Gallery of Art, Washington, 1502-1520
- Monocromi dell'altare Heller
  - san Lorenzo e san Ciriaco, Städelsches Kunstinstitut, Francoforte, 1509-1510
  - santa Elisabetta e santa Lucia, Staatliche Kunsthalle, Karlsruhe, 1509-1510
- Altare di Issenheim, Musèe d'Unterlinden, Colmar, 1512-1516
- Trittico di Aschaffenburg
  - Il miracolo della neve, Augustinermuseum, Friburgo, 1517-1519
  - Madonna con il Bambino, parrocchiale di Stuppach, 1517-1520
- Incontro dei santi Erasmo e Maurizio, Alte Pinakothek, Monaco di Baviera, 1517-1523
- Deposizione di Cristo, Collegiata di Aschaffenburg, 1523-1525
- Crocefissione, Staatliche Kunsthalle, Karlsruhe, 1523-1525
- Salita al Calvario, Staatliche Kunsthalle, Karlsruhe, 1523-1525